# Cucina calabrese

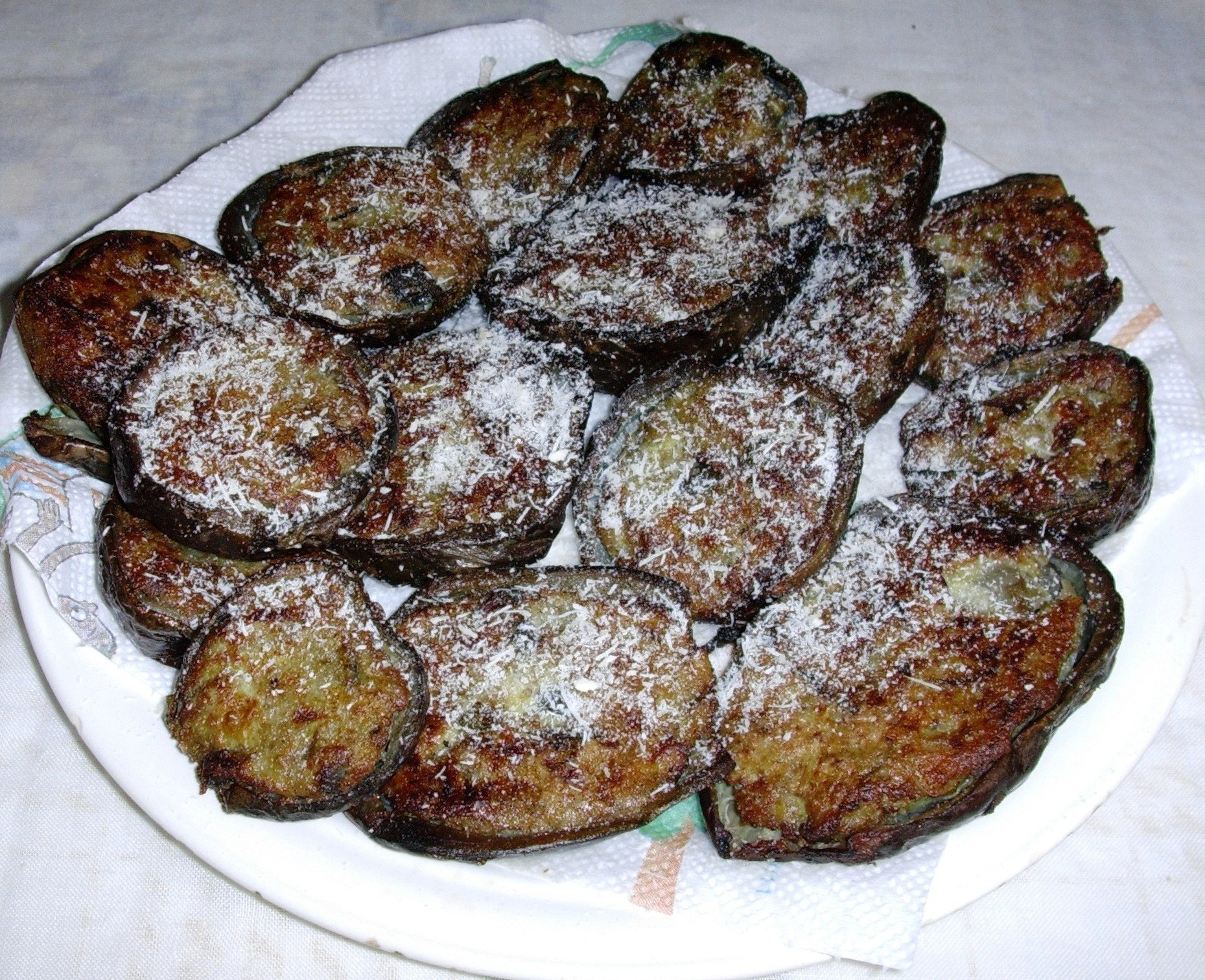
Melanzane ripiene

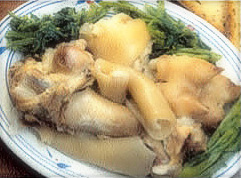
Le frittole

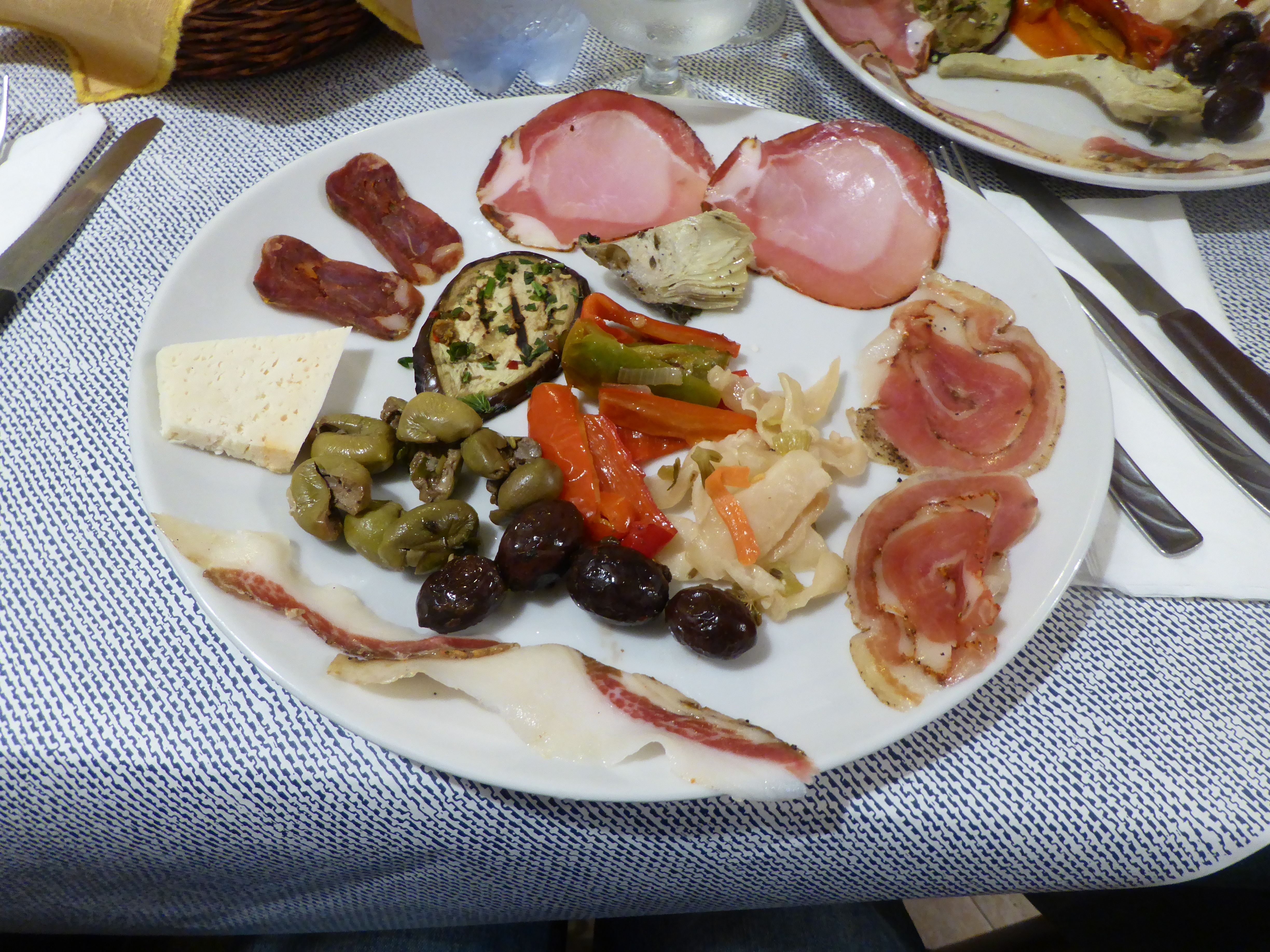
Antipasto calabrese

La cucina calabrese è una cucina povera, di origine contadina, con numerosi piatti fortemente legati alle ricorrenze religiose: a Natale e all'Epifania era usanza mettere in tavola tredici portate, mentre a Carnevale si mangiano maccheroni, polpette e carne di maiale. La Pasqua si festeggia con l'arrosto d'agnello, i cudduraci e i pani spirituali e così per le altre feste. Una salsa molto importante è la 'nduja, piccantissima e ottima per i crostini.

## Caratteristiche

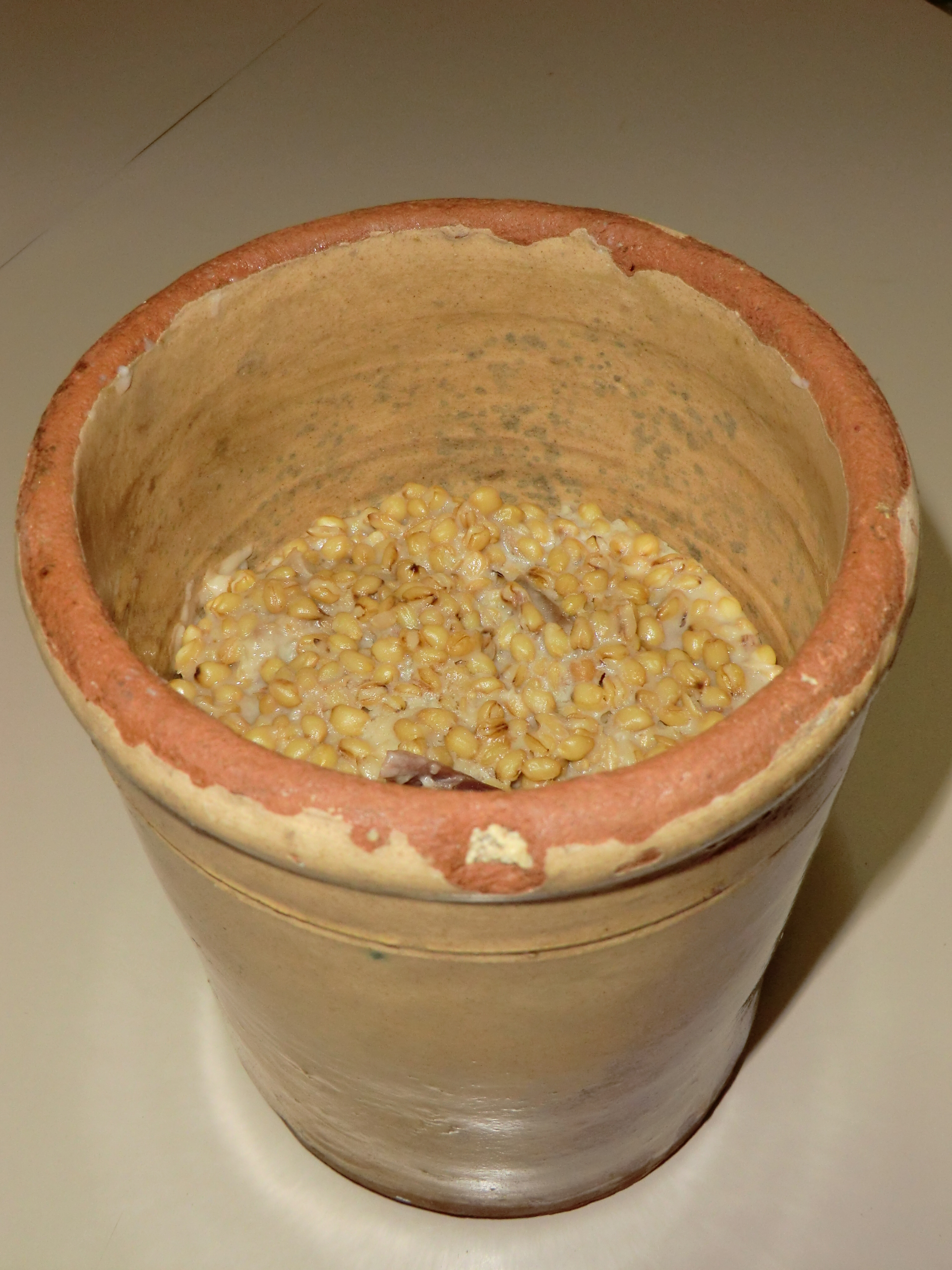
Un contenitore tradizionale del cosentino, il tinìallu, pieno di Cuccìa (Calabria).

In Calabria, come osservò il filologo tedesco Gerhard Rohlfs, non esiste una vera unità né etnica né linguistica e quindi anche le sue produzioni culinarie non sono omogenee, risentendo della antica divisione tra Calabria Citeriore e Calabria Ulteriore. Sono poche le pietanze che si possono trovare in tutte le attuali cinque province come ad esempio la pasta ca muddica e alici, la parmigiana di melanzane e lo stoccafisso, che però hanno preparazioni differenti nei vari territori. La provincia di Reggio Calabria, e più ancora la città di Reggio, si differenzia dalle altre, specie da quella cosentina che, anche geograficamente, risulta molto distante.
Rivestono importanza i cibi conservati, come le acciughe sotto sale, dissalate e messe sotto olio col peperoncino, gli insaccati di maiale (come la 'nduja e la soppressata calabrese), i formaggi, le verdure sottolio e i pomodori seccati, che consentivano di sopravvivere nei periodi di carestia, oltre che ai lunghi periodi d'assedio dei pirati saraceni ("li turchi").
È in crescita la viticoltura e si mantiene, se pur diminuita, la produzione di olive.
Notevole è uso di verdure: melanzane soprattutto ma anche pomodori, peperoni, cipolle rosse, lattughe, broccoli e di legumi come fagioli, ceci, lenticchie e fave.
Il pane fa molto uso di grano duro (speciale quello alla giugiulena) ed è diffusa la pasta fatta in casa. Sono molto usati i peperoncini, più o meno piccanti, in special modo in sughi e portate principali.

## Primi piatti

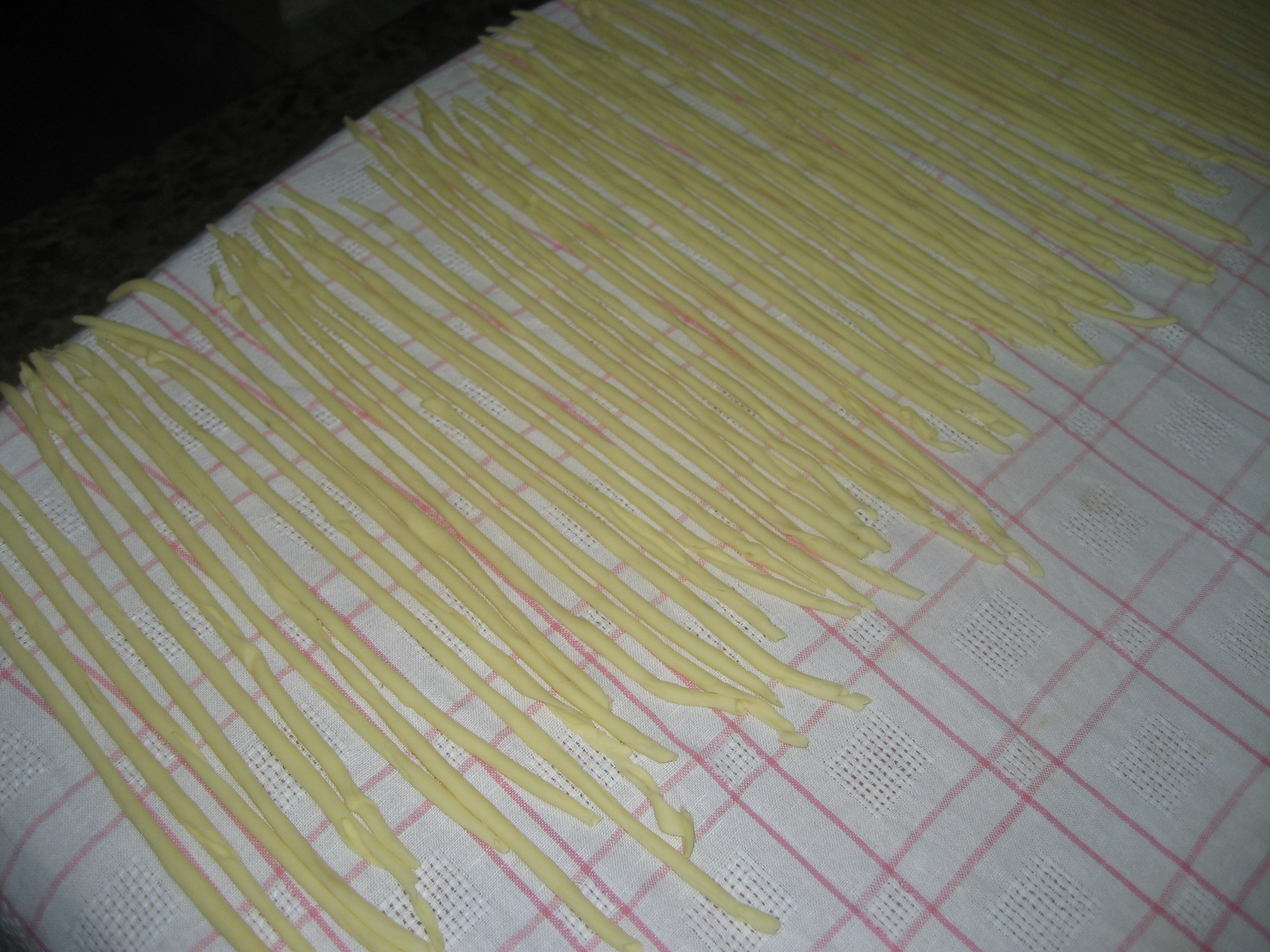
Preparazione Pasta di casa

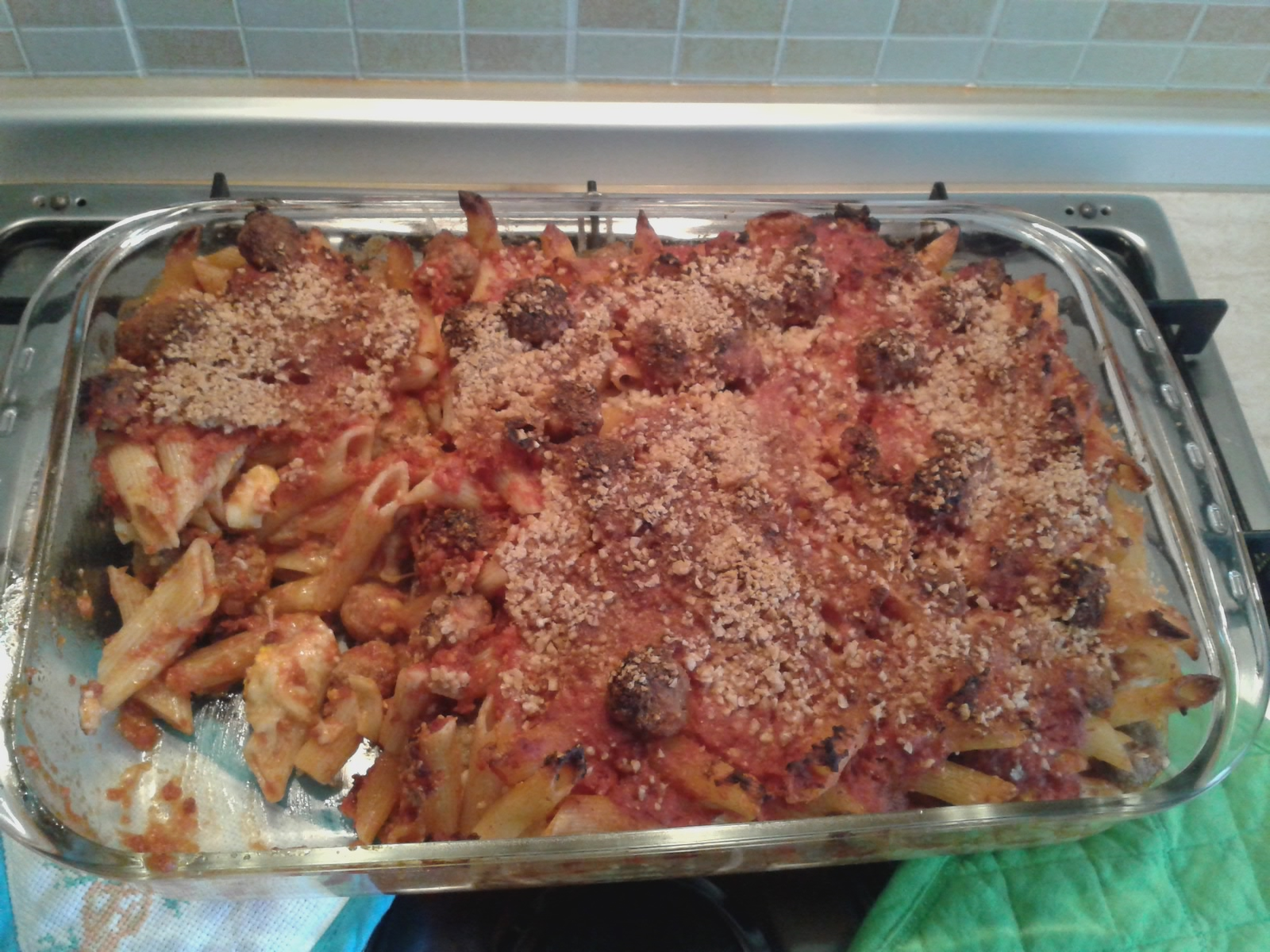
Pasta al forno calabrese

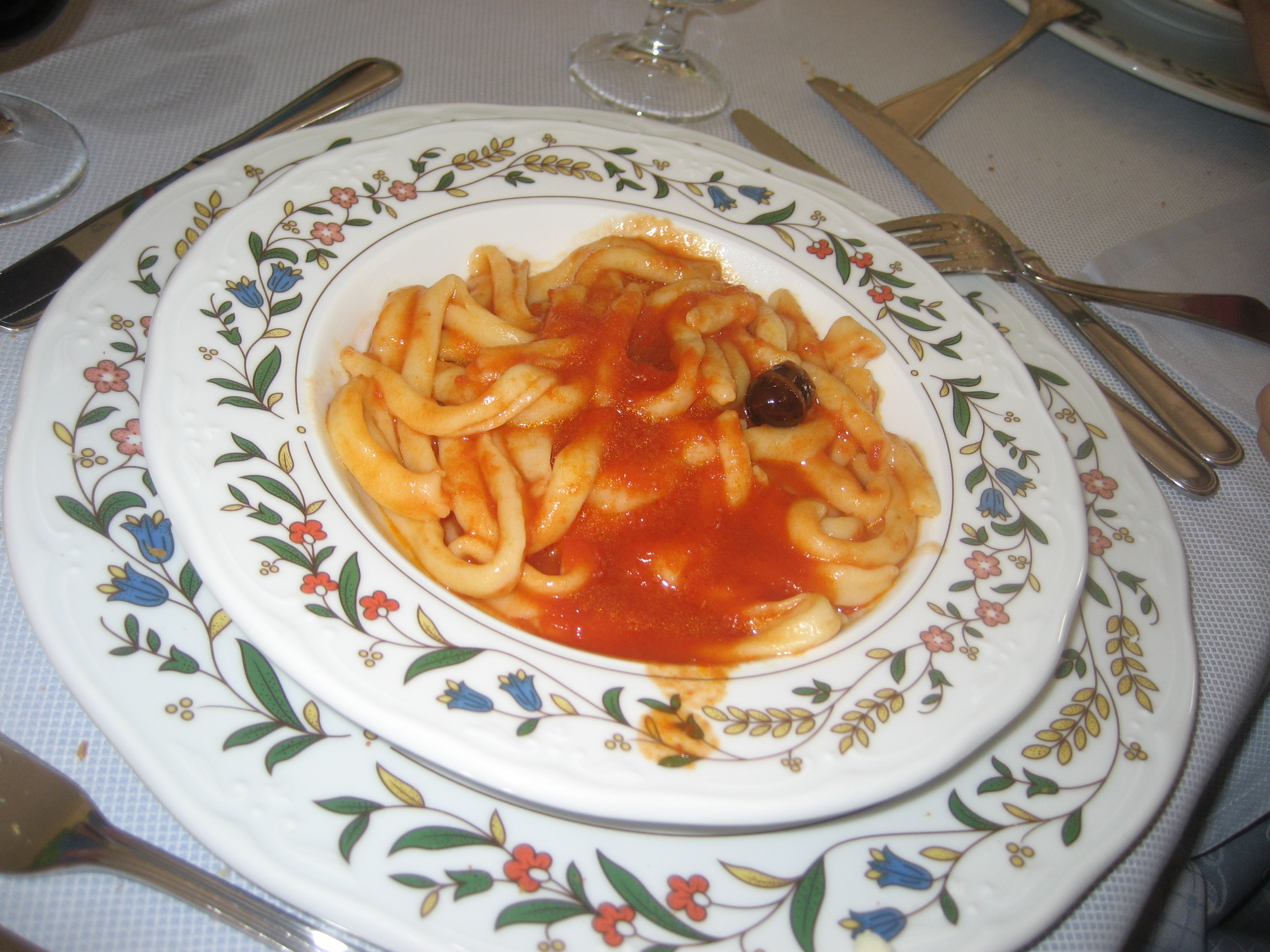
Pasta fatta in casa con ragù di capra e olive

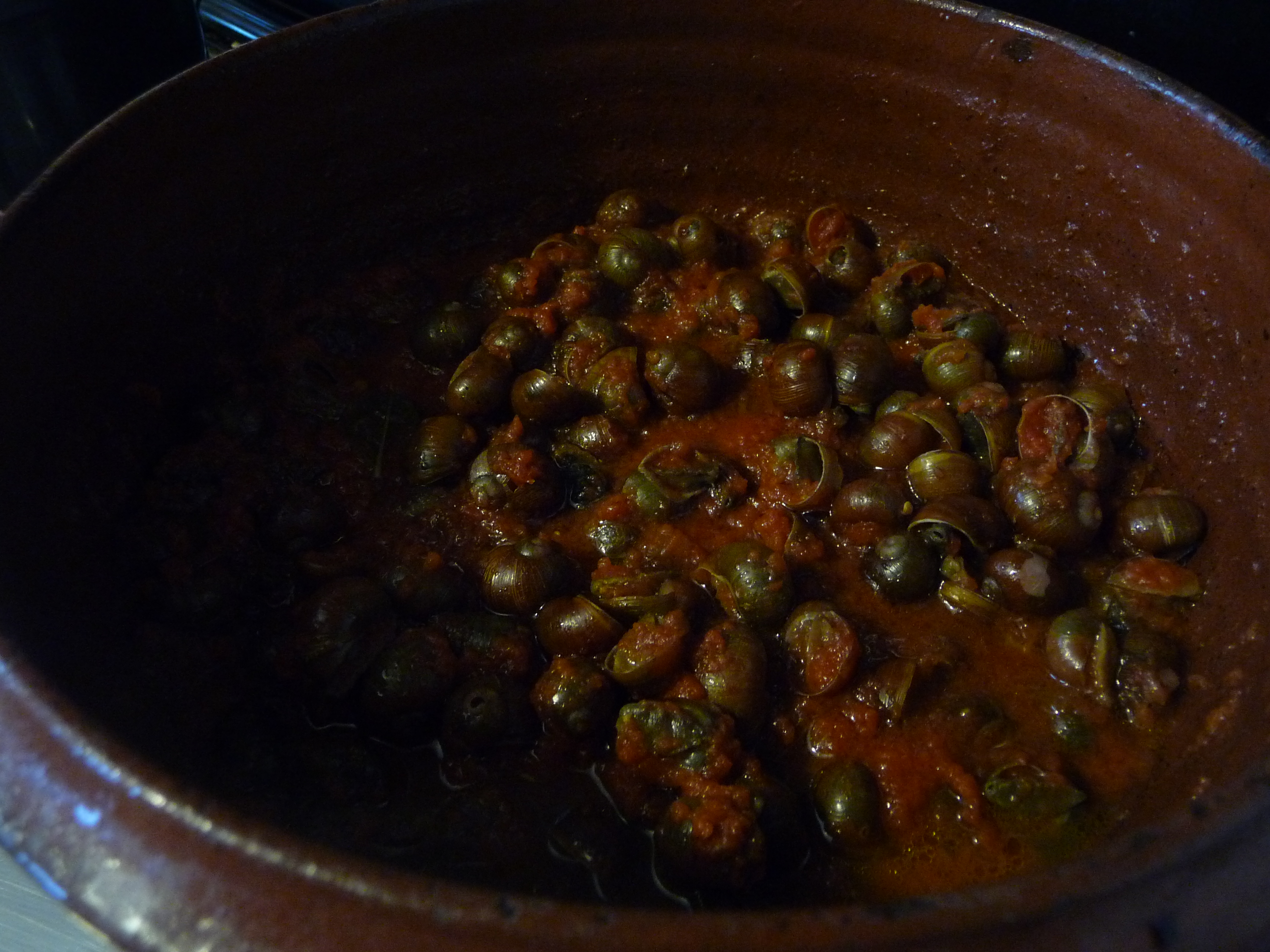
Sugo per pasta e lumache

- Cacocciuli ca' pasta: pasta con cardi selvatici;
- Cuccìa: Piatto tradizionale preparato in occasione delle feste patronali dei paesi della presila cosentina. Il piatto è a base di grano, carne di maiale e/o di capra, oppure in versione dolce con cannella, cioccolato e scorza d'arancia;
- Maccarruni ca sarsa: è un piatto tradizionale calabrese che si mangia a Condofuri, Melito di Porto Salvo, Bova Marina ed in tutta la provincia di Reggio Calabria;
- Fileja o fhilatierj (tipici di tutta la Calabria, conosciuti con nomi diversi nelle varie zone: maccarruni i casa, scilatelli, maccarruni a firrettu, stranguggji, strozzaprìaviti ecc.): pasta simile ai maccheroni, è fatta in casa con il tipico ferretto calabrese che serviva per confesionare le calze (u' f'rzuh'); nel vibonese e nel reggino per la preparazione si usa, o almeno si usava, avvolgerli con i gonaci, ovvero gli steli legnosi del fiore della disa (Ampelodesmos mauritanicus, gùtimu in calabrese). Si abbinano ottimamente con la carne di capra. Nel vibonese un abbinamento tradizionale è quello coi ceci. Nel reggino si condiscono con il ragù di maiale e a Bova è tipico il ragù di capra che deve essere "lastra", cioè che non abbia conosciuto il maschio.
- Tagghiulini chi ciciri: tagliatelle tipiche di tutta la Calabria, specie quella di origini magno-greca, accompagnate da ceci;
- Maccarruni i'casa: i maccheroni appartengono alla più antica tradizione calabrese e sono da considerarsi i capostipiti della pasta che dalla Calabria si è poi diffusa nella penisola. Preparati con un impasto di farina tipo 0, semola e acqua, venivano modellati in antico intorno ad uno stello di un'erba particolare, oggi intorno ad un ferro da calza o, più spesso, con macchine industriali, e conditi con ricchi sughi a base di capra, manzo o maiale (maccarruni cu'zucu ra Crapa, ru boi o ru porcu). Si completano con una grattugiata di ricotta salata;
- Maccarruni a pasturali;
- Pasta a lu fùrnu o pasta 'ncasciàta (nel reggino): rigatoni corti o paccheri conditi con ragù di carne, polpettine e salumi, arricchiti da uova sode e caciocavallo o provola ed abbondante formaggio pecorino. Vengono incassati ('ncasciàti) tra due o più strati di melanzane fritte in una teglia, completando la cottura in forno;
- Pasta ca' muddica e alici: piatto estremamente semplice e saporito costituito in genere da spaghetti conditi con alici e olio legati da una manciata di pane grattugiato ed abbrustolito;
- Pasta chi melangiane mbuttunate: pasta (spesso pasta 'i casa) condita con melanzane che vengono "'mbuttunate" con un trito di pangrattato, pecorino, parmigiano ed erbe, fritte e successivamente passate nel sugo di pomodoro. Pasta tipica del Reggino e della Locride.
- Suppa di pani i migliu: piatto tipico di Sant'Agata di Esaro, è una zuppa composta da pane di miglio, fagioli, cotiche di maiale, cicorie e peperoni secchi, con l'aggiunta di passata di pomodoro.
- Pasta e fagioli alla paisana: fagioli, patate, broccoli e pasta bolliti insieme e poi condite con olio d'oliva al piatto;
- Pasta e lambà: pasta con lumache, che viene mangiata nel periodo di ottobre e novembre nella Calabria centrale e settentrionale;
- Pasta e patate ara tijeddra: pasta e patate al forno, piatto tipico di Cosenza cotto a crudo con tutti gli ingredienti: penne a candela, patate, sugo, parmigiano grattugiato, aglio, origano e sale). Nel reggino su una base di cipolla, olio e pomodoro, fresco o conservato in bottiglia, con sedano, peperoncino rosso e d'estate anche basilico, si cuociono le patate per un'ora circa e poi si aggiunge la pasta "ditali". Si servono con una manciata di pecorino;
- Perciatelli cu piscistoccu;
- Pulenta chi'e brocculi e curcuci: polenta con broccoli e ciccioli;
- Rascatìlli: tipici del cosentino ionico, sono simili agli strascinati lucani preparati "assolutamente" a mano, proprio con le dita: si differenziano per il numero delle dita coinvolte nella creazione "a duj dit" (due dita) fino a "a gott' dit" (otto dita);
- Zuppa i cipudduzzi: tipica della Calabria centrale e settentrionale, si tratta di una zuppa di pane e cipolle selvatiche, simile ai lampascioni lucani e pugliesi;
- Gnocchi alla maniera cosentina: si tratta semplicemente di impastare della farina con acqua bollente (cioè portata ad ebollizione). Dall'impasto si ricavano poi degli gnocchi (come se fossero quelli con patate). Si condiscono in genere con un ricco ragù di carne di maiale. È un piatto per i giorni di festa;
- Pasta e patati ca' trimma: si friggono le patate novelle non sbucciate e tagliate a dadini. Si uniscono in padella, dopo esser scolate sommariamente, con la pasta corta lessata al dente, con uova sbattute con formaggio pecorino e pepe nero. Si mescola per qualche minuto e si serve all'istante.[1]
- Pasta e caulisciuri: si fa appassire una cipolla tagliata a fette sottili, si unisce un battuto di pancetta grassa con prezzemolo e si fa liquefare in abbondante olio d'oliva, si aggiungono poi il cavolfiore tagliato a pezzi, qualche mestolo d'acqua ed una spruzzatina di pepe nero continuando a fuoco moderato fino a cottura completa. Si condisce la pasta corta come rigatoni, paccheri o ditali grossi.
- Pasta e piselli: viene preparata con una cipolla grattugiata che si fa imbiondire in poco olio d'oliva, si aggiunge un battuto di lardo e prezzemolo, quindi si uniscono i piselli ed alcune cotenne di maiale conservate a mezza cottura (frittule) in vasi di sugna. Si uniscono due cucchiaiate di sugna e si prosegue nella cottura a fuoco molto moderato per circa due ore. Si condisce la pasta nei formati ditali o vermicelli. Tipica del lunedì di Pasqua nel reggino.
- Pasta e fave: si cucina con lo stesso procedimento della pasta e piselli.
- Maccu di fave: una purea di fave secche condita con olio d'oliva al piatto ed accompagnata con crostini di pane.[2]
- Taddi al pomodoro: una minestra di cime di zucca con pomodoro fresco.[3]
- Polenta verde: polenta di mais condita con curcuci (ciccioli di maiale)[4]
- Ciciari ca pasta: ceci con la pasta. Una zuppa di ceci arricchita con cipolla, un battuto di pancetta e pezzetti di coscia di manzo, condita con olio d'oliva.[5]
- Vermicelli alla riggitana: si fa rosolare uno spicchio d'aglio in olio d'oliva, si aggiungono pomodori pachino, capperi ed origano e si condiscono i vermicelli.[6]
- Linguine Aspromonte: linguine condite con un sugo preparato con cipolla, funghi porcini, melanzane, peperoni, pomodoro, zucchine fritte e insaporite con peperoncino rosso.[7]
- Scarola ammuddicata: scarola con mollica. Dopo averla lessata s'insaporisce la scarola con uno spicchio d'aglio appena rosolato nell'olio di oliva e si aggiunge pan grattato e formaggio pecorino.[1]

## Secondi piatti

### Carne

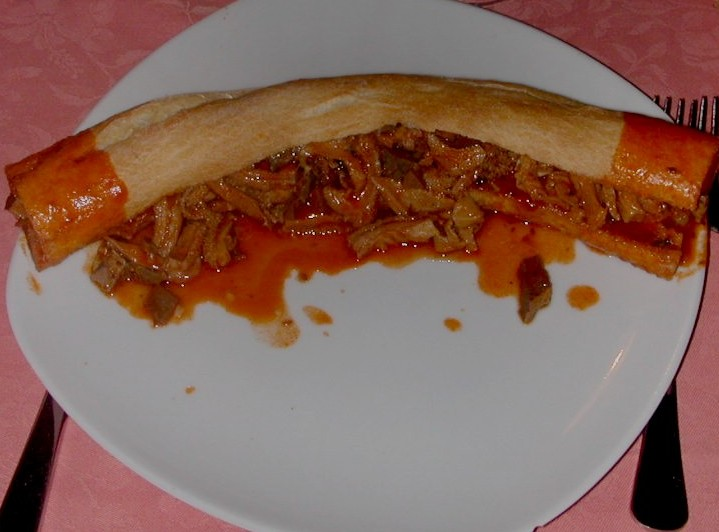
U'Morzeddhu nella pitta, tipico piatto catanzarese

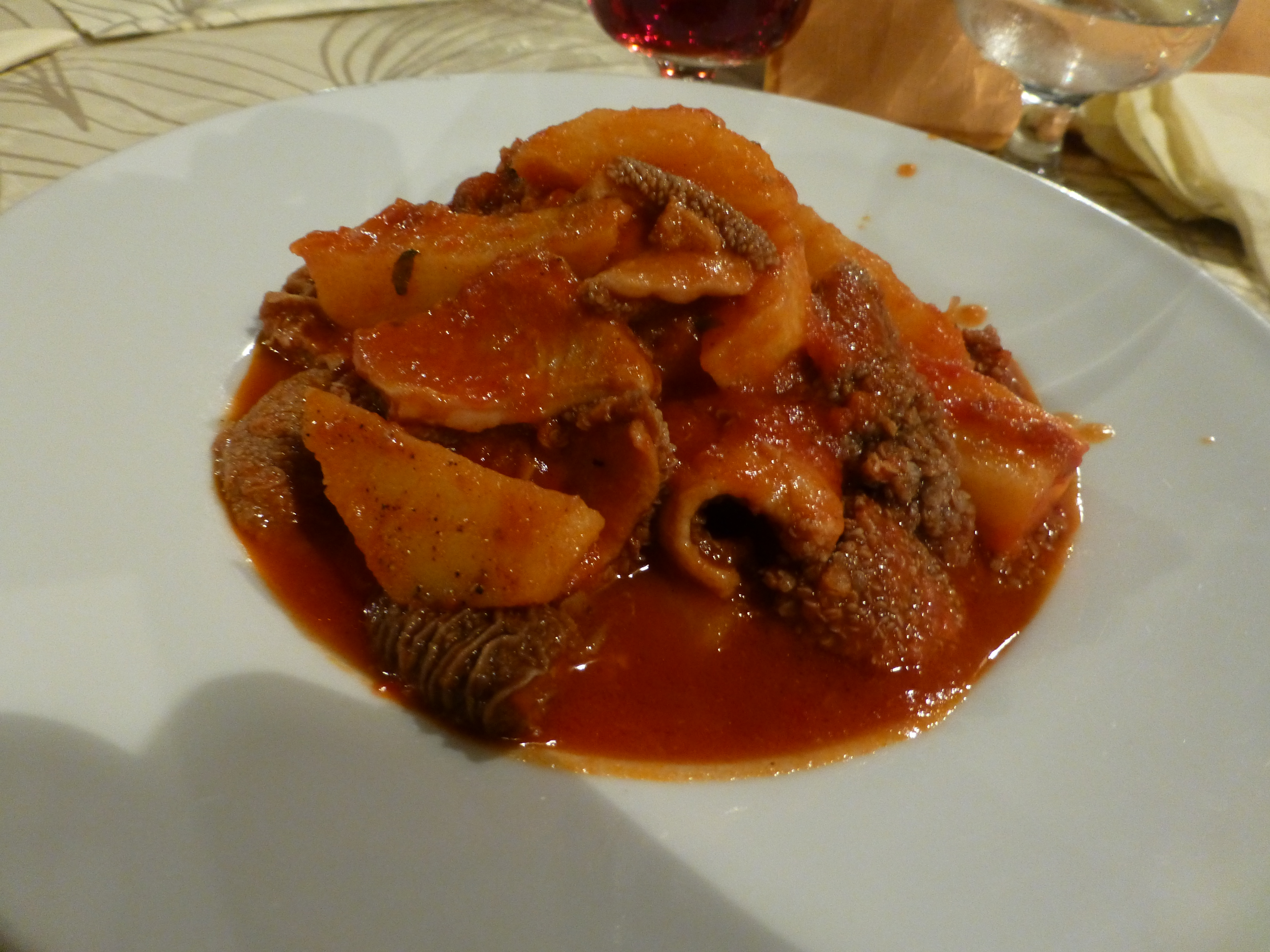
trippa e patate

- Frittole: sono cotenne e carne di maiale residuate dopo la preparazione dei salumi, bollite nel grasso dell'animale nella caddara o cardara, tipiche del reggino e delle zone montane della Calabria[8];
- Curcùci o salimorati, frisulimiti ed altri nomi: tipiche nel specialmente del reggino, sono pezzetti di carne di maiale, residuati dopo la cottura delle frittole amalgamate con lo strutto[9];
- Polpette alla mammolese: preparate con l'impasto di carne tritata di maiale, pane ammollato, uova, peperoncino, aglio e formaggio caprino. Dopo con le mani si preparano le polpette a forma di palline di media grossezza, sono tra i piatti tipici più conosciuti ed apprezzati della Calabria;
- Polpette di pane di miglio alla Santagatese: il piatto più rappresentativo della cucina santagatese (di Sant'Agata di Esaro). Composte da pane di miglio, carne di maiale, uova, prezzemolo, pecorino e "acqua" di pomodori di casa (salsa di pomodoro diluita in acqua), vengono fatte cuocere nella salsa lentamente, per poi essere servite o con i maccheroni oppure da sole. La tradizione vuole che le polpette nel piatto debbano essere tre. Queste polpette hanno conosciuto tante varianti regionali, ma quelle di Sant'Agata di Esaro restano emblematiche in tutta la provincia di Cosenza e in Calabria;
- Bucalàci (chiocciole, lumache): in alcuni posti chiamati anche vermituri, vavaluci o virdelli (questi ultimi una specie di lumaca dal colorito verdognolo).
- Capocollo fritto nella 'nduja con la cipolla di Tropea (chiamato anche cap'collu fritt' n'da 'nduja ca a cipoll' i Tropea in dialetto calabrese): è un secondo cucinato friggendo il capocollo nella 'nduja (tipico insaccato calabrese, specialità di Spilinga) aggiungendo poi la cipolla rossa di Tropea e qualche volta del pane o delle melanzane. Spesso si cucina in molte zone della Calabria;
- Satizzu o saddizzu nel reggino o sozizzu o sazizza nel cosentino (Salsiccia calabrese): piccante con peperoncino macinato rosso nella Calabria centrale e settentrionale, col pepe nero e finocchietto selvatico in quella meridionale.
- Suppizzata, supprezzata, surpressata (nel significato appesa in alto** (soppressata calabrese), ha due diverse tipologie: piccante con peperoncino rosso piccante e, meno frequente, dolce nella Calabria centro e settentrionale. Col pepe nero e finocchietto selvatico nella Calabria meridionale, specialmente nel reggino.
- Ficatu alla rriggitana: fegato di vitello con cipolla, patate fritte e sfumato il tutto con aceto di vino.
- Mazzacorde alla cosentina: preparate con interiora di agnello (trippa, polmone, cuore, milza, budelline, rete) e condite con aglio, peperoncino rosso piccante, pomodori pelati, basilico, origano, olio vergine d'oliva, e sale.
- Murzeddhu (tipico nel catanzarese): uno stufato di interiora di vitello con salsa di pomodoro e abbondante peperoncino piccante. Si accompagna con la pitta, sorta di pane casareccio[10][11]
- Cervellata: tipico della Calabria centrale e settentrionale.
- Suffrittu (soffritto), tipico del reggino e della Calabria meridionale, si prepara con le interiora e può essere di vitello, capretto, agnello e di maiale. Se di manzo viene cucinato in tegame con pezzi di trippa, rognone, milza e cuore, con cipolla, pomodoro, peperoncino piccante e strutto. Se di ovino, con tutta la coratella; se di maiale con il solo polmone.[12]
- A cutra ru bizzolu;
- Crapettu all'usu i Riggiu;
- Capra a ragù;
- Caèra alla maniera di Polsi;
- Carne alla pecorara;
- Spezzatino alla calabrese;
- Stufatu alla Santagatisa, stufato alla maniera di Sant'Agata di Esaro
- Ragù calabrese;
- Braciolette;

### Pesce

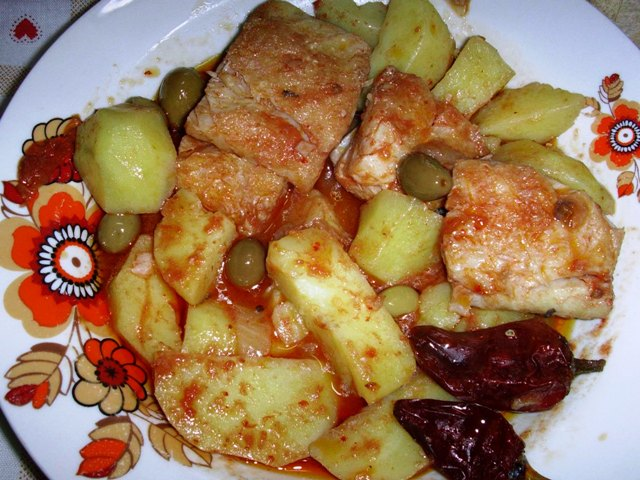
Stocco alla mammolese, piatto tipico di Mammola e della Calabria

- Baccalà alla cosentina: preparato con patate, olive nere, peperoni, salsa di pomodoro, alloro, prezzemolo, sale e pepe;
- Pesce spada calabrese[13] si cucina in tantissimi piatti tra cui:
  - Piscispata alla riggitana
  - Piscispata alla bagnarota
  - Piscispata 'rustùtu cu'sarmurìgghiu: pesce spada arrostito con salmoriglio, piatto tipico reggino;
  - Piscispata a'gghiotta: piatto tipico reggino;
  - Bracioletti i Piscispata':' involtini di pesce spada, piatto tipico reggino;
- Pesce Stocco o stoccafisso, in particolare lo stocco di Mammola, (incluso nell'elenco Nazionale dei Prodotti Agroalimentari dal Ministero delle Politiche Agricole e Forestali) e anche quello di Cittanova. Lo "stocco" viene cucinato in vari modi, ed è considerato tra i piatti tipici più rinomati della gastronomia calabrese;
  - Stocco con funghi: lo "stocco" viene cucinato con i funghi al pomodoro o in bianco;
  - Stocco e fagioli: lo "stocco" viene cucinato con i fagioli e pomodoro nella tiana, recipiente di terracotta;
  - Stocco arrostito: lo "stocco" viene arrostito sulle brace o sulla piastra e condito con olio di oliva;
  - Stocco alla mammolese: preparato con pezzi di "stocco" e patate al sugo di pomodoro, olive e peperoncino, è considerato tra i piatti tipici più famosi della Calabria.
  - Piscistoccu a 'nzalata: stoccafisso in insalata, crudo, macerato nel limone, sale e prezzemolo;
  - Piscistoccu alla trappitara: stoccafisso alla frantoiana, tipico del reggino;
  - Melanzane ripiene con lo stocco;
  - Ventriceddi i piscistoccu: ventresche di stoccafisso, ripiene di pan grattato accomodato.
- Tonno di Reggio "alla bagnarese"
- Sardella (in dialetto "sardedda"), tipica di Crucoli, Cariati, Crosia, Trebisacce (qui denominata à sardicella piccante) e di Cirò ma diffusa in tutta la Calabria, è una pasta cremosa a base di sardine o bianchetti (neonati della sarda) con sale, peperoncino e spezie varie (ad es. il finocchietto). Si utilizza spalmandola sul pane, in tal caso è consuetudine servirla con cipolla fresca, o come condimento per gli spaghetti.
- Turtera di lici: tortino di acciughe;
- Turtera di spatula: tortino di pesce bandiera;
- Cutuletti i spatula: cotolette di pesce bandiera;
- Spatula a brodettu; pesce bandiera in umido;

### Verdure
- Polpette di melanzane

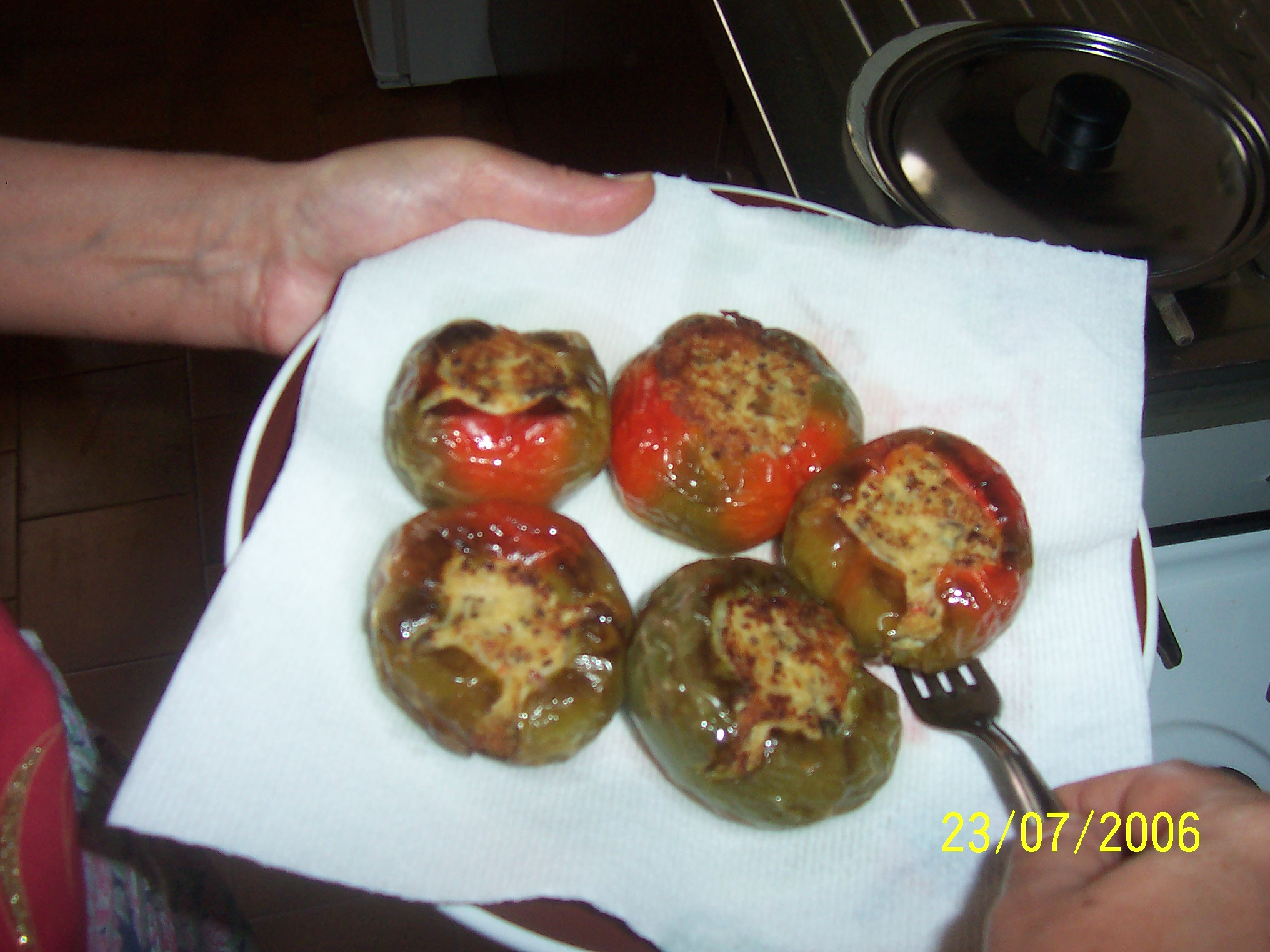
Pìpi chìni

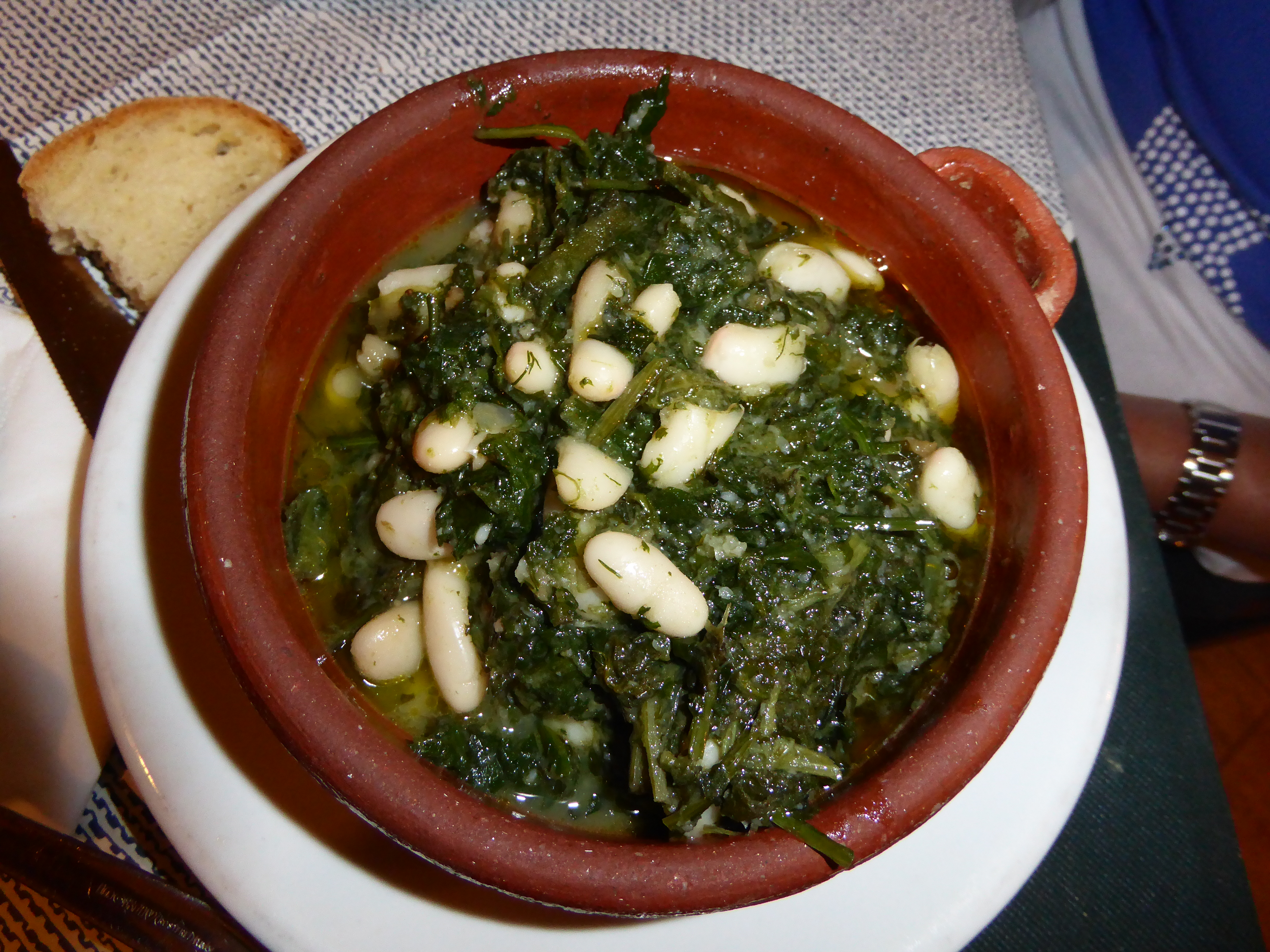
Finocchi e fagioli

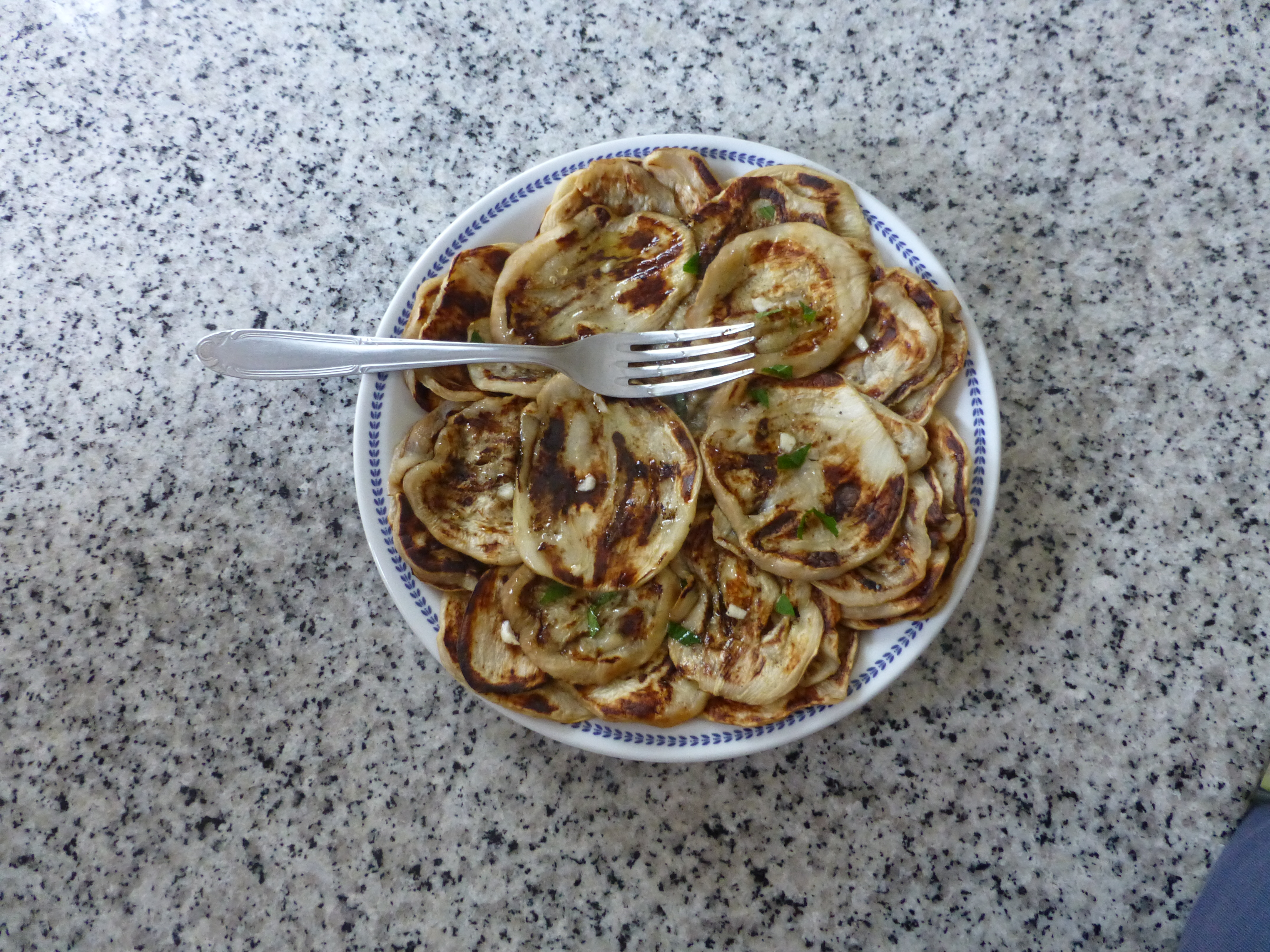
Melanzane fritte

- Melanzane ripiene, “melangiani chjini” o “mulingiani chini”, si preparano con il ripieno della polpa delle stesse melanzane, il sapore viene determinato dall’impasto e dagli aromi naturali. Le melanzane vengono anche preparate con il ripieno dello stoccafisso, ricotta, verdure, patate, salsa di cipolla e pomodoro ecc.;
- Melanzane a scapece;
- Patate 'mpacchiuse; piatto tipico della Calabria centro-settentrionale. La versione cosentina prevede nella frittura anche cipolla e peperoncino e le varianti aggiuntive di peperoni e salsiccia;
- Pìpi chìni: peperoni ripieni;
- N'ghiambara: frittata di cipolle, tipica della città di Cosenza;
- Gianfùttiri: peperonata a base di ortaggi, composto da varie verdure cucinate separatamente, poi soffritte in olio e spruzzate di aceto raccolte in un unico piatto (piatto tipico della Calabria nord-centrale);
- Vruacculi i rapa e sazizza: broccoli di rapa fritti e salsiccia, piatto tipico cosentino;
- Vruacculi ara tijeddra: broccoli calabresi bolliti e poi infornati con olio, aglio, pecorino e pangrattato, piatto tipico del nord della Calabria;
- Màccu (macco): purea di fave bollite, ridotte a poltiglia e condite con olio e finocchietto selvatico;[14]
- Pipi fritti, detti anche patati e pipareddi o pipi e patati: peperoni fritti con patate;
- Zafarani a rusceddra o zafarani a ruscella, o zafarani cruschi: peperoni essiccati durante l'estate, che vengono fritti rendendosi molto croccanti, piatto tipico della Calabria centro-settentrionale;
- Ammuddicati: peperoni, pomodori, zucchine, cipolle, patate ripiene di pangrattato apparecchiato con formaggio, aglio e capperi;
- Cucuzzeddi ca trimma: zucchine con uovo e pecorino grattugiato;
- Brocculi 'ffucati: broccoli calabresi stufati con olio e aglio;
- Peperoncini piccanti ripieni: peperoncini ciliegia ripieni di tonno, con l'aggiunta di un cappero, e conservati sott'olio.

### Altro

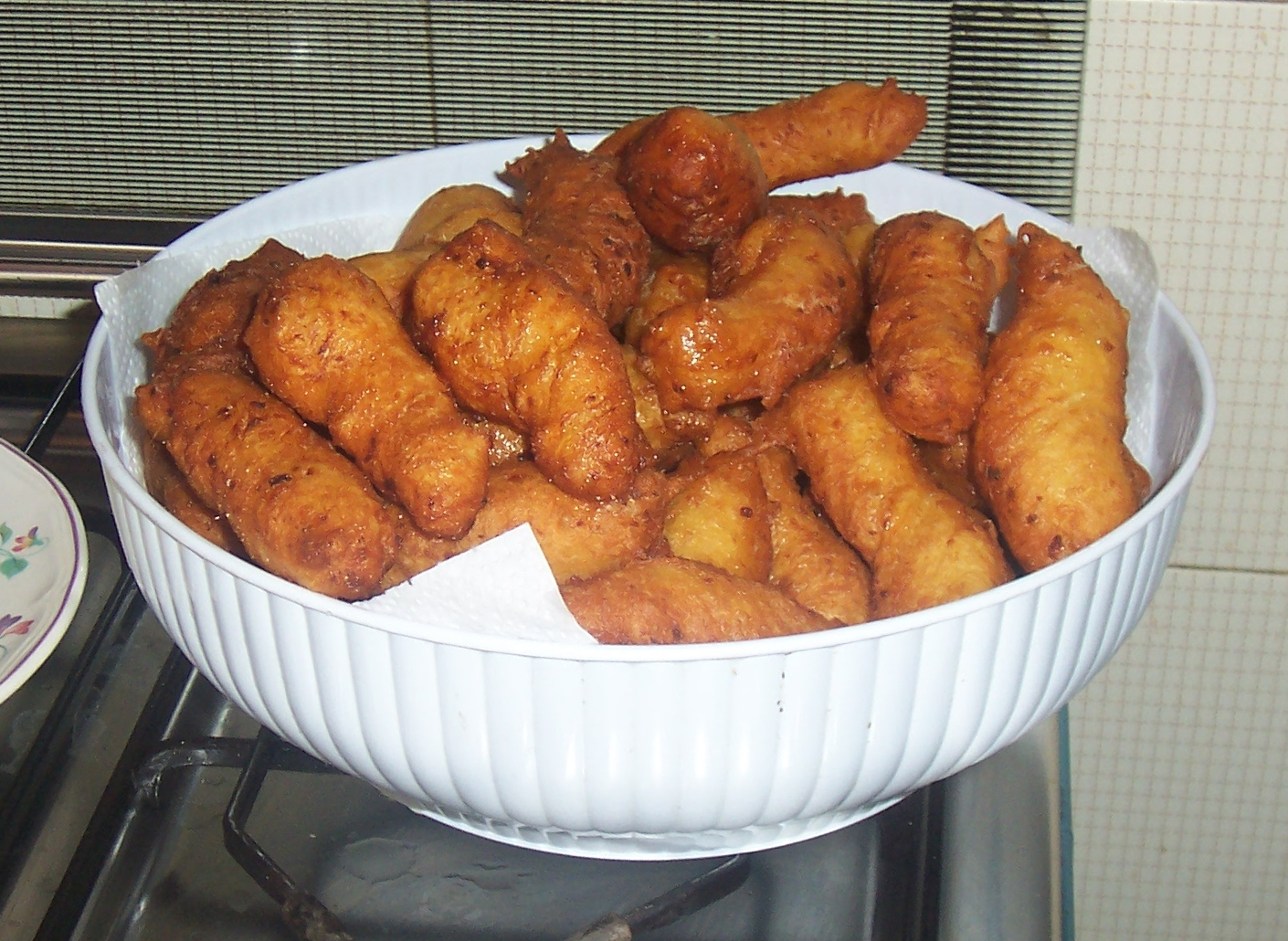
Zippuli

- Cuddrurieddri cosentini: tradizionalmente preparati durante il periodo natalizio che va dall'Immacolata (motivo per la quale sono ulteriormente chiamate cuddrurieddri d'a 'Mmaculata) all'Epifanìa. Vengono preparate mettendo a bollire e schiacciare le patate. Dopo aver fatto raffreddare le patate bollite e schiacciate, si aggiungono il lievito e la farina e si impasta, "pigliannu a ppugni" il tutto. Poi dei pezzi di impasto si fanno a forma di ciambella, palline (solitamente fatte con le acciughe) oppure lunghe. Dopo averle fatte lievitare si friggono in olio bollente. Per chi vuole si possono anche passare nello zucchero;
- Biscottu a 'capunata: biscotto di grano "a caponata", piatto tipico reggino;
- Zippuli: preparati con l'impasto di patate e farina e poi fritti;
- Patati e caccìoffuli alla mascisc, topinambur[15]
- Licurda: zuppa di cipolle, sedano, patate, pesce, pomodoro e uova, come condimento del pane raffermo, piatto tipico della Calabria settentrionale.

## Salumi

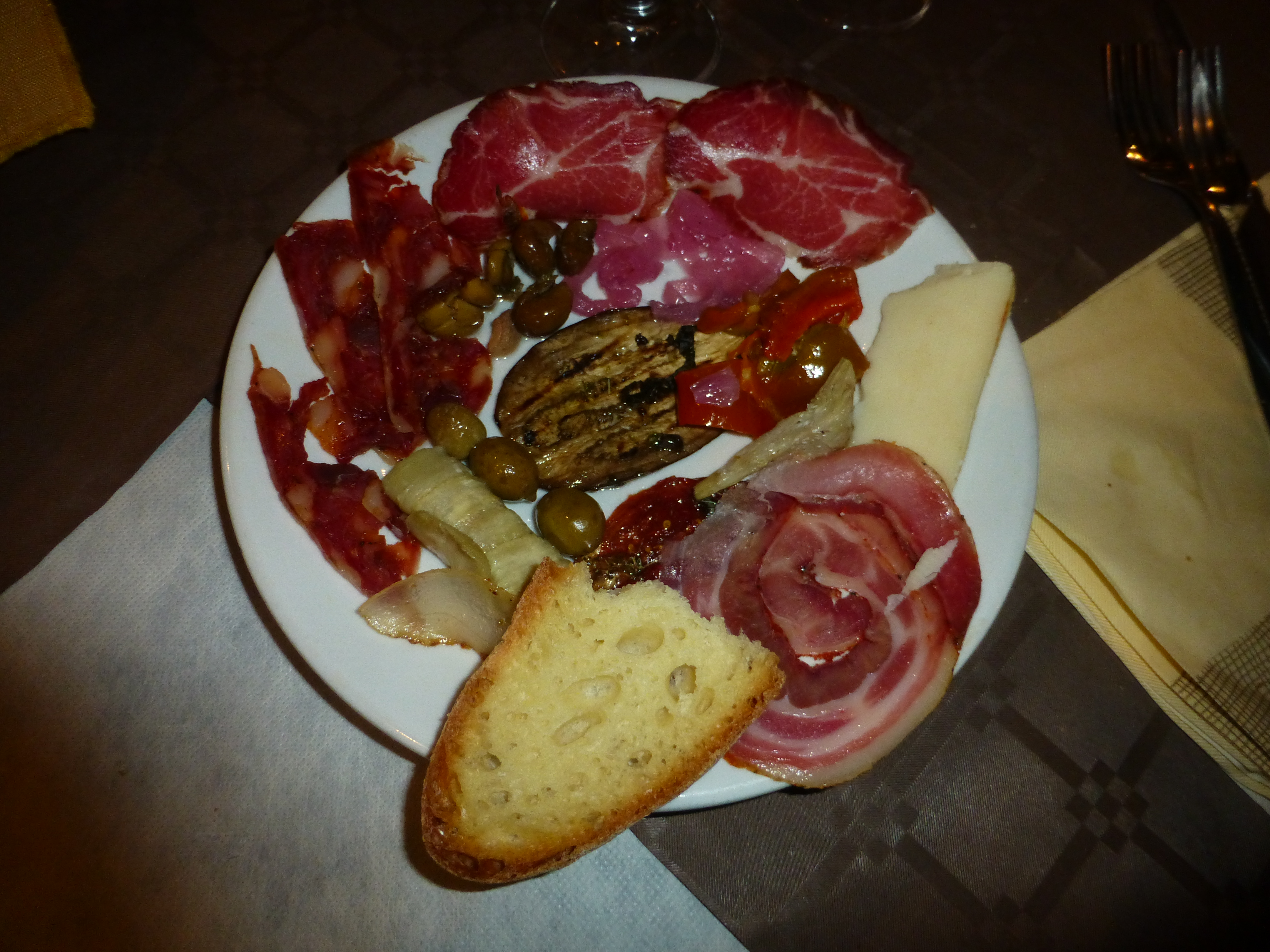
Antipasti a base di salumi, formaggi, cipolla e olive

- 'Nduja: tipico salame calabrese piccante o dolce, tipico della Calabria centrale, precisamente di Spilinga, in provincia di Vibo Valentia.

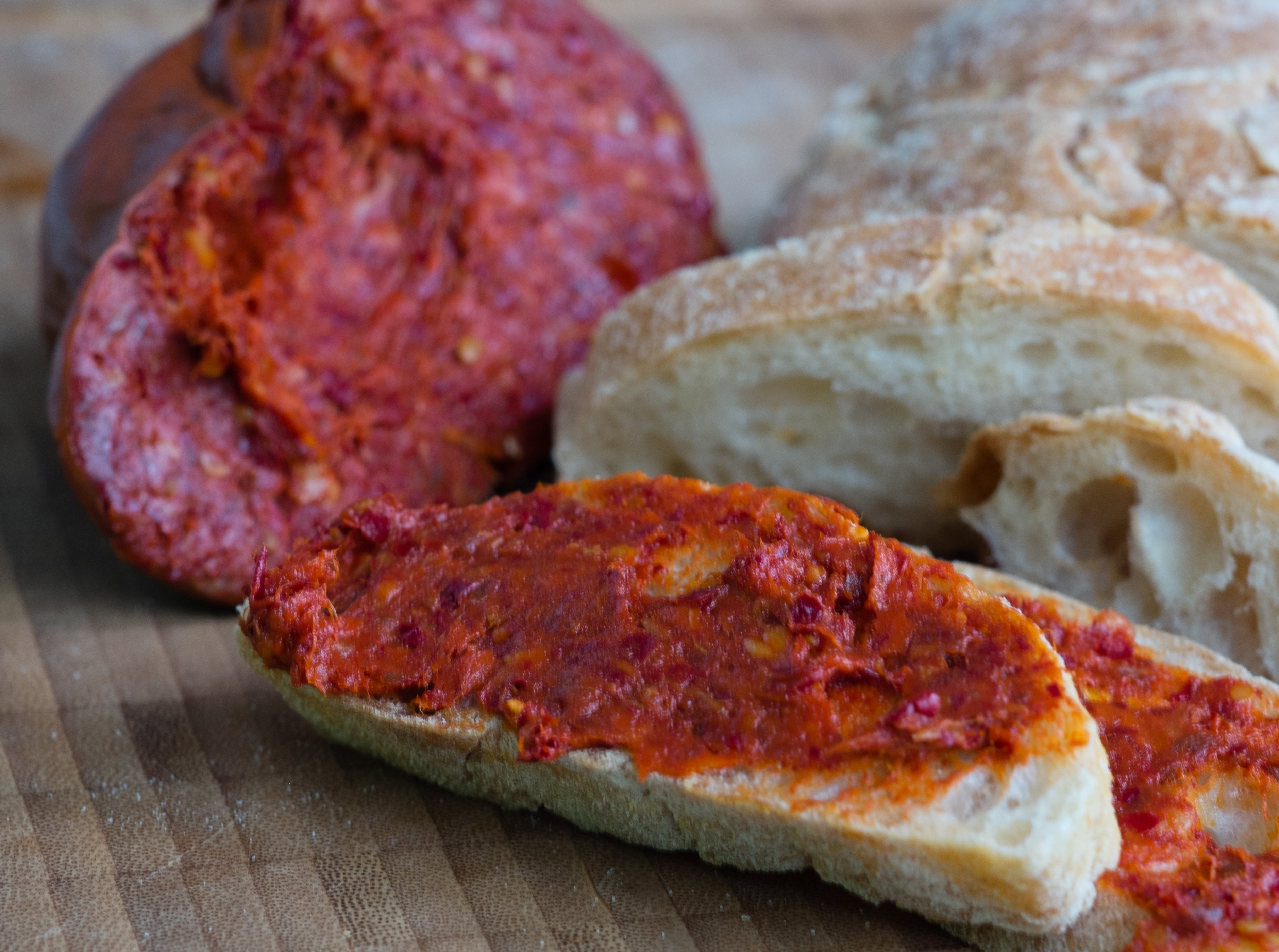
'Nduja

- Soppressata di Calabria: si prepara prendendo le parti migliori della carne del maiale, tagliata a pezzettoni a cui si unisce pepe nero, finocchio (a grani), sale e peperoncino calabrese, insaccandole in budello naturale, in particolare bisogna usare il budello proveniente dall'intestino crasso.
- Salsiccia di Calabria: si prepara con la carne di maiale tritata a cui si unisce pepe nero, finocchio (a grani), sale e peperoncino calabrese, insaccandole in budello naturale, in particolare bisogna usare il budello proveniente dall'intestino tenue.
- Capocollo di Calabria o capicoddhu, capicodu, capaccùallu, capicoju, capaccùaddru, capeccùallu;
- Pancetta di Calabria: viene fatta con la parte della pancia del maiale, si toglie la pelle e la parte interna composta da carne e grasso e viene messa sotto sale per qualche giorno, finito il periodo di salatura la pancetta viene spalmata con peperoncino rosso piccante macinato o pepe nero, arrotolata e legata, e messa a stagionare.
- Guanciale di Calabria o bucculàru, bufhularu, vuccularu, vusjhulu o vusjhularu:
- Salame pezzente: o pizzenti, nduglia, nduja, tipico del cosentino e delle zone montane dell'Aspromonte, viene fatto riempiendo un intestino tenue (come salsiccia) con carne muscolosa, polmoni e cuore del maiale e poi viene aggiunto il peperoncino rosso piccante macinato, per dare un sapore piccante e un colore tendente al rosso.

## Formaggi

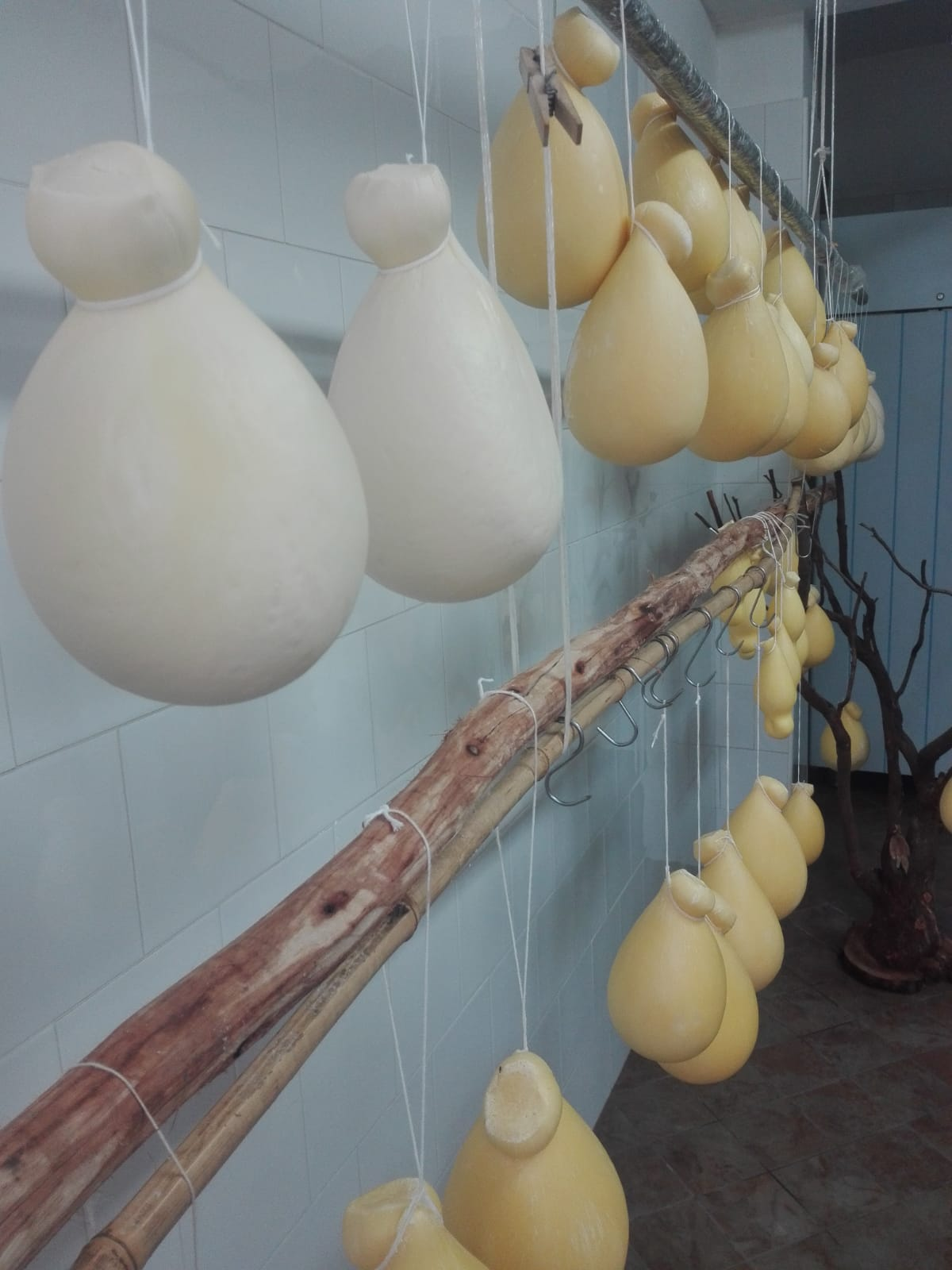
Caciocavallo di Ciminà

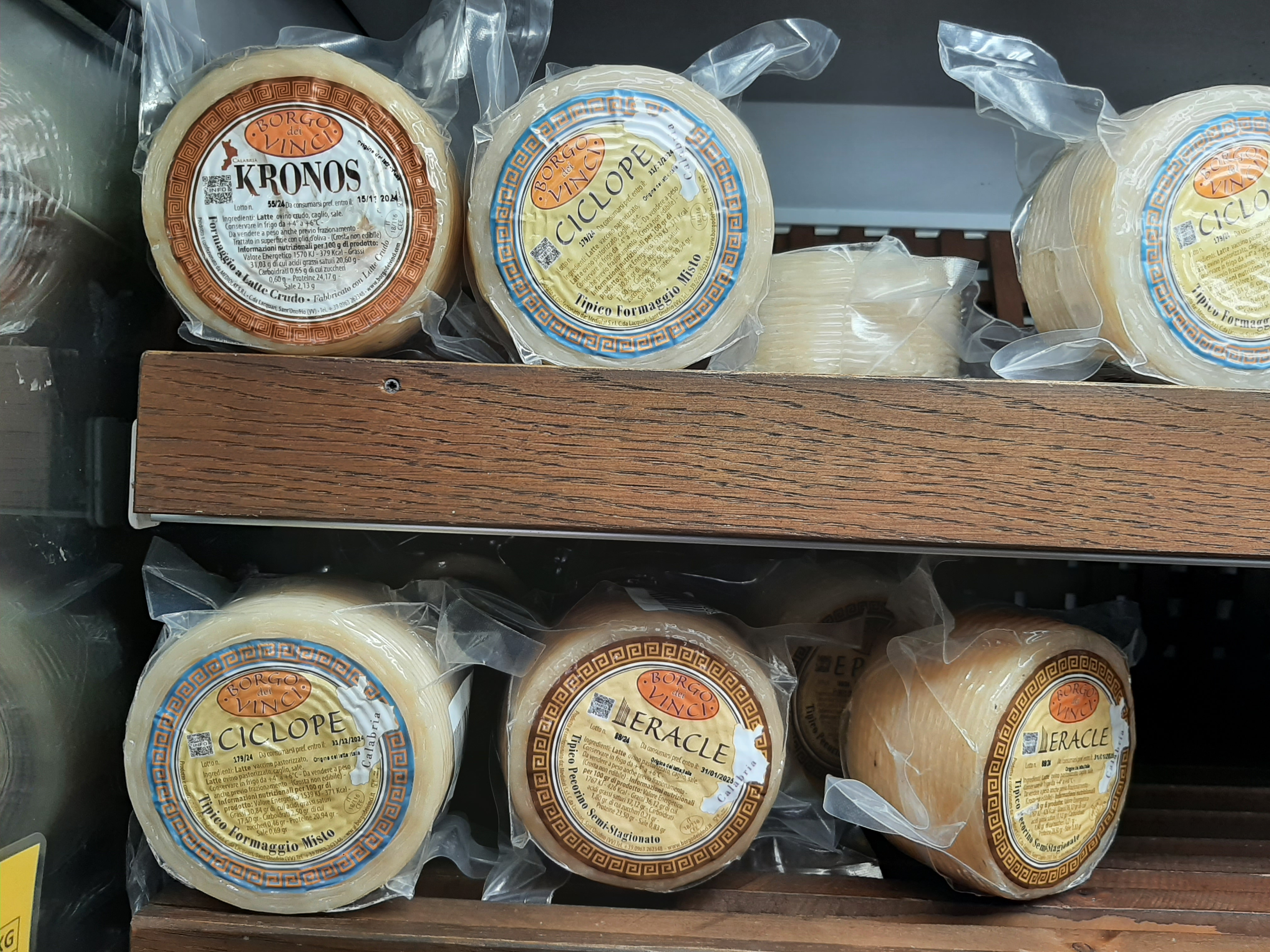
Formaggi tipici calabresi

- Pecorino Crotonese;
- Provola Silana;
- Caciocavallo Silano;
- Pecorino del Monte Poro;
- Caprino della Limina;
- Pecorino del Pollino;
- Pecorino dell'Aspromonte;
- Pecorino di Cardeto;
- Pecorino della Locride;
- Caciocavallo di Ciminà.
- Caprino nicastrese

## Ricotte
- Ricotta affumicata Crotonese;

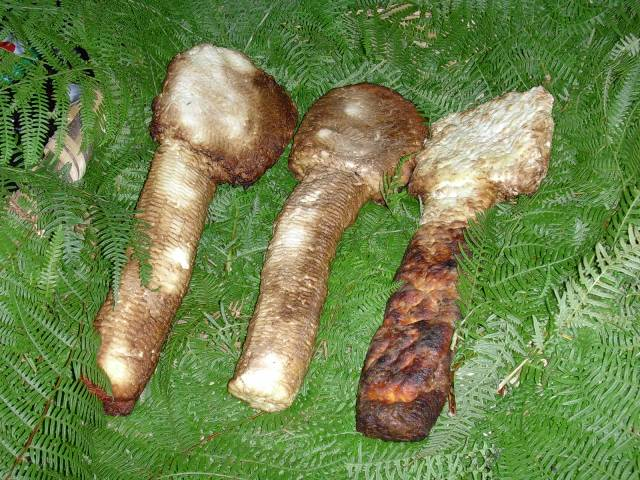
Ricotta Affumicata di Mammola

- Ricotta di capra affumicata di Mammola;
- Ricottone salato;
- Ricotta di capra;
- Ricotta di pecora;

## Dolci

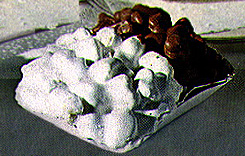
la pignolata Reggina

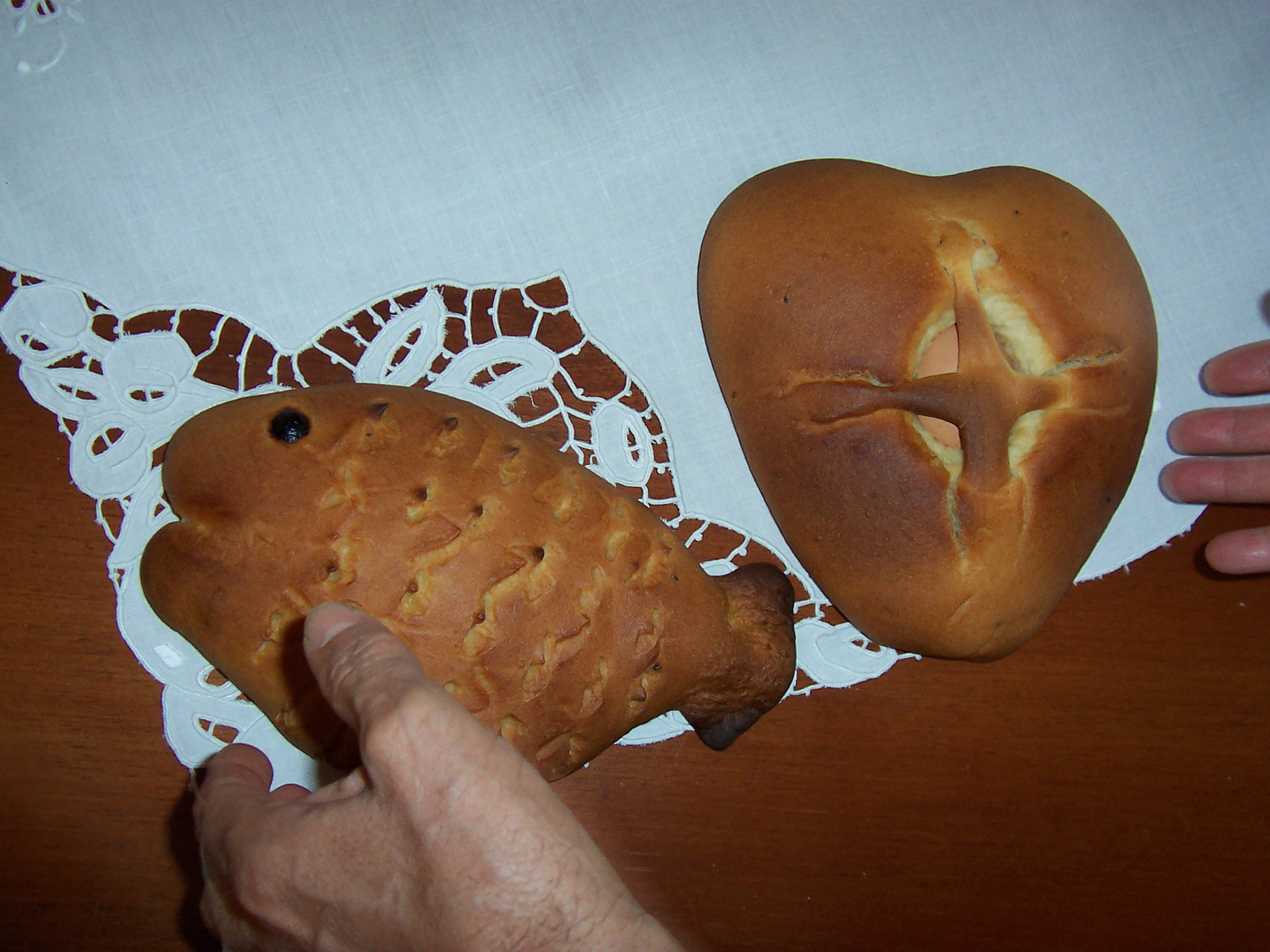
Cuzzupa

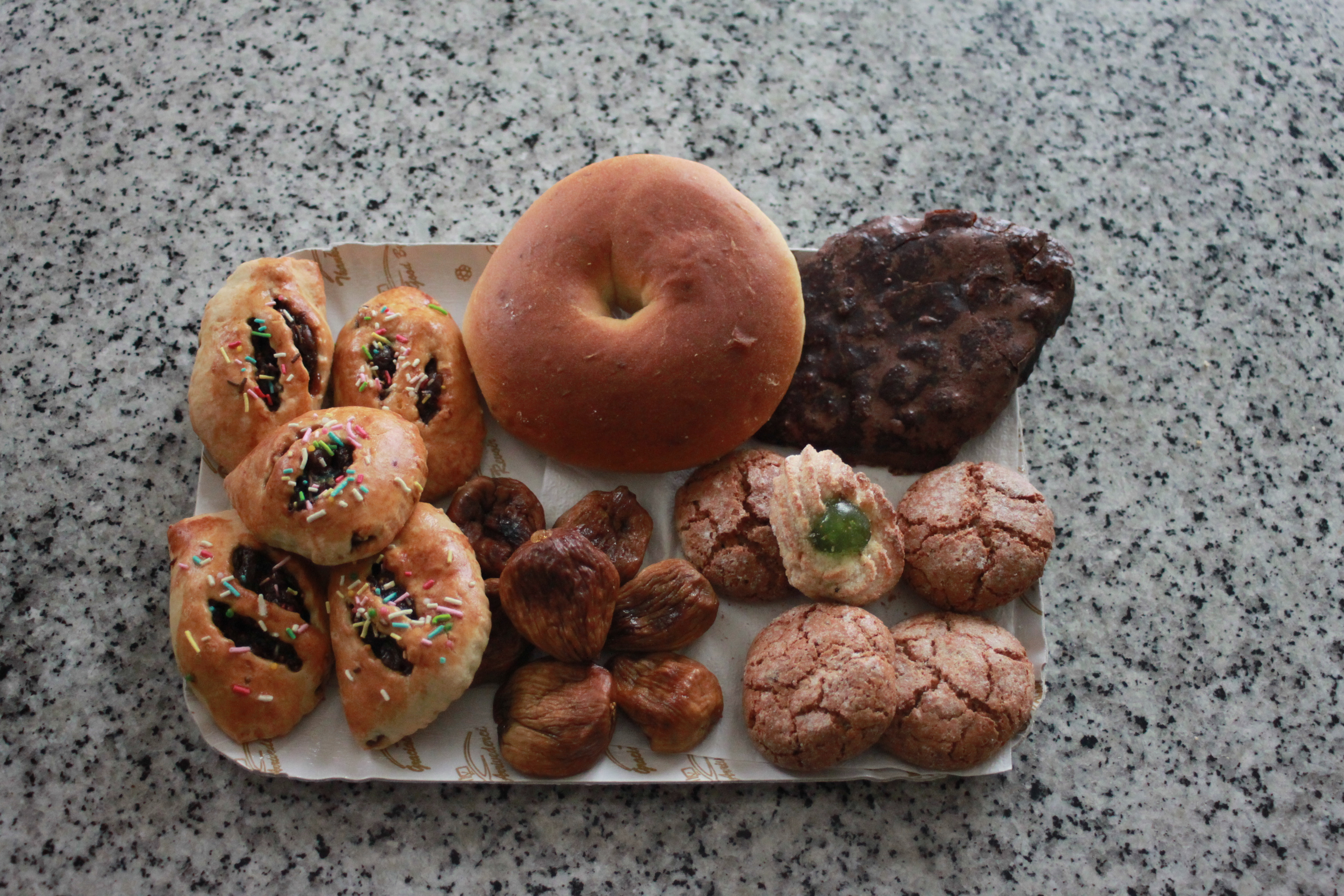
Amaretti, pitta di San Martino, chjinuli, fichi secchi e biscotti

- Lumini o gelatine: pasticcini preparati mettendo tra due strati di pasta di mandorla bianca (mandorle spellate, macinate finissime e cotte con zucchero), uno strato di pasta di mandorla scura (mandorle tostate con la buccia, macinate finissime e cotte con zucchero, cacao, chiodi di garofano e cannella). Infine decorati con la glassa. Sono tipiche del natale di Tropea;
- Mastazzola, biscotti tipici a base di miele. Noti sono i mastazzola di Soriano Calabro.
- Il gelato calabrese è considerato da molti una vera specialità tipica, rinomati sono infatti:
  - il gelato artigianale di Reggio e Bagnara Calabra;
  - il pezzo duro di Gioiosa e di Mammola;
  - il tartufo di Pizzo gelato al gusto di nocciola e cioccolato la cui forma richiama quella del tartufo;
  - il gelato artigianale di Jacurso;
- Cannarìculi: biscotti della tradizione natalizia dell'alto Jonio al vino cotto e miele;
- Cuddhuraci o cudduredda: dolce pasquale tipico reggino;
- Cullurelli: dolce tipico natalizio
- Cururicchi (o curujicchi): a Natale, dolci fritti di patate;
- Chiacchiere, dolci fritti a carnevale;
- Chinuliji: dolci fritti ripieni con un impasto a base di ceci e frutta secca che si preparano tipicamente a Pizzo Calabro nel periodo di Natale;
- Crispeddi cu' meli: pastella fritta in olio d'oliva e poi condita con miele caldo;
- Crustuli, turdiddri o turdilli: dolce natalizio tipico di Cosenza. Sono degli gnocchi di pasta fritti a base di farina, zucchero, vino moscato e olio, solitamente ricoperti di miele di fichi o di api;
- Cupeta: torrone tipico di Montepaone (CZ), preparato con miele, sesamo e vino cotto;
- Cuzzupa o sguta; questo dolce viene preparato per le festività pasquali, quasi in tutto il territorio della Calabria. La cuzzupa, consiste in un dolce tipo brioche che viene fatto con forme augurali di uccelli, pupe o corona nella quale vengono inserite per decorazione sulla superficie delle uova. La sguta ha forma di una piccola ciambella decorata con un uovo al centro;
- Dolci farciti con crema di bergamotto di Reggio Calabria;
- Marzelletti, biscotti tipici di Soriano Calabro fatti con miele e mandorle;
- Nacatole, dolci tradizionali della provincia di Reggio;
- 'Ncinetti: biscotti ricoperti con glassa di zucchero, tipici della provincia di Vibo Valentia. Si preparano per i matrimoni e a Pasqua;
- Giurgiulèna: è un tipico dolce di Natale, in uso nella cucina calabrese. L'ingrediente principale è il sesamo, che in calabrese è indicato appunto con il termine "giuggiulena" (giurgiulena). La ricetta si basa sulla composizione di semi di sesamo versati nel miele e fissati dalla caramellizzazione degli zuccheri (in una versione arricchita si aggiungono anche scorzette di arancia candite), a modo di torroncino;
- Pitta 'mpigliata di San Giovanni in Fiore è un dolce tipico natalizio; è composta da una sottile sfoglia ripiena di noci, mandorle, uva passa, miele, e attorcigliata su sé stessa a formare una torta. Prende il suo caratteristico nome dal fatto che una volta attorcigliato, il dolce, viene legato con uno spago per tenerlo in forma durante la cottura in forno;
- Chinuliddre a Natale: dolce fritto tipico di Cosenza. Consiste in una mezzaluna di frolla ripiena di mostarda o cioccolata. Una volta fritto viene ricoperto da miele di fichi o d'api;
- Ginetti sono delle ciambelle fritte e ricoperte con glassa di zucchero tipiche di Spezzano della Sila e del cosentino. Sono dolci tipici (beneauguranti) dei matrimoni assieme a ciambrielli e pizzille;
- Ciambrielli: sono dei piccoli dolcetti di pasta a forma di piccolo panino rotondo. Sono poi ricoperti con glassa di zucchero. Sono dolci tipici di Spezzano della Sila e del cosentino che vengono preparati in occasioni liete come matrimoni o battesimi.
- Pizzille: sono dei piccoli dolcetti a base di miele che sono poi tagliati di sbieco. Dolci tipici di Spezzano della Sila e del cosentino e vengono preparati in occasioni liete come matrimoni o battesimi;
- Bucchinotti: sono un dolce tipico della provincia di Cosenza. Consistono in uno scrigno di pasta frolla che racchiude (almeno a Cosenza) la mostarda (marmellata d'uva) o anche delle marmellate fatte in casa o del cioccolato. Vengono cotti in forno in apposite formine metalliche. Una volta freddi si passano nello zucchero a velo. Questi dolcetti vengono preparati specialmente in occasioni di festa;
- Varchiglia: dolce tipico di Cosenza che risale addirittura al 1300. Era un dolce preparato dalle suore, le Carmelitane Scalze. Il dolce è a base di mandorle e cioccolato ed ha ancora oggi una tipica forma a barca da cui probabilmente prende il nome. È in sostanza una frolla che racchiude un interno di farina di mandorle e zucchero che viene infine ricoperta con uno strato di cioccolato fondente;
- Scaliddre o scalille: dolce tipico del Natale. Dolce fritto tipico di Cosenza a base di tuorli d'uovo, farina, anice e olio. Vengono formati dei sottili cordoncini di pasta che si attorcigliano abilmente intorno ad un fuso di legno dandogli così la caratteristica forma di piccola scala (a chiocciola). Vengono in seguito fritti in olio profondo ed una volta freddi si ricoprono con miele aromatizzato alla cannella o più tipicamente con glassa di zucchero (detto "gileppo");
- 'Nzuddha: tipico di Festa Madonna a Reggio;
- Petrali: biscotti di pasta frolla modellata a mezzaluna, farciti con fichi, cioccolato, caffè, noci, mandorle, buccia di arancia e di cedro e poi infornati;
- Pignolata: tipico dolce del reggino formato da palline di pasta sfoglia fritta nello strutto assemblate a forma di pigna e ricoperto di miele. Esiste un secondo tipo ricoperto con una glassa al limone e cioccolato, o al bergamotto;
- Pipareddhi: simili allo stomatico ma fatti con le mandorle prodotti nella città di Reggio Calabria;
- Pitta di San Martino: dolce preparato con uva passa;
- Pittapìa o pittipìj: dolce tipico di Natale della città di Pizzo Calabro e del vibonese, che consiste in pasta frolla fatta a forma di stella e ripiena di marmellata d'uva, cannella, pinoli e tanto altro.
- Sammartini: dolce natalizio tipico calabrese;
- Stomatico: biscotto secco di zucchero caramellato, farina, olio, chiodi di garofano e cannella, prodotto nel reggino;
- Susumelle: dolce preparato con uva passa, miele e cioccolato;
- Tartine di sanguinaccio, dolce preparato con il sangue del maiale e il cioccolato;
- Dita d'apostuli: leggerissimo pan di Spagna con crema;
- Suspiri ri monache: tipiche a Bagnara Calabra, ricoperte di glassa bianca o cioccolata;
- Zeppola: dolce tipico di San Giuseppe;
- Zippuli o monaceji: dolce con zucchero, miele e uvetta; salato con patate e farina;
- Crema reggina; a base di alchermes;
- Pastiera: molto simile a quella napoletana,
- Turruni gelato: torrone a base di canditi tipico di Reggio.

## Pane e farinacei
- Pane di Cuti: pane casereccio con lievito madre e cottura in forno a legno di Cuti Rogliano;
- Pan'i Ranu: pane casereccio di Seminara;
- Pani i Migliu o Maruggiu: pane di mais tipico di Sant'Agata di Esaro;
- Pitticella ch'i frittuwi: pan-focaccia tipica di Sant'Agata di Esaro ma realizzata anche in altri centri della regione, ha la caratteristica di contenere al suo interno i ciccioli o cicoli di maiale;
- Pitta e lestopitta: tipi di pane dell'area grecanica;
- Pitta farcita o pitta chjina;
- Pane pizzata: pane di mais tipico di Mammola;
- Buggia conzata: tasca di pane ripiena di sugo tipica della zona del basso ionio catanzarese
- Pitta
- Pitta chicculiata

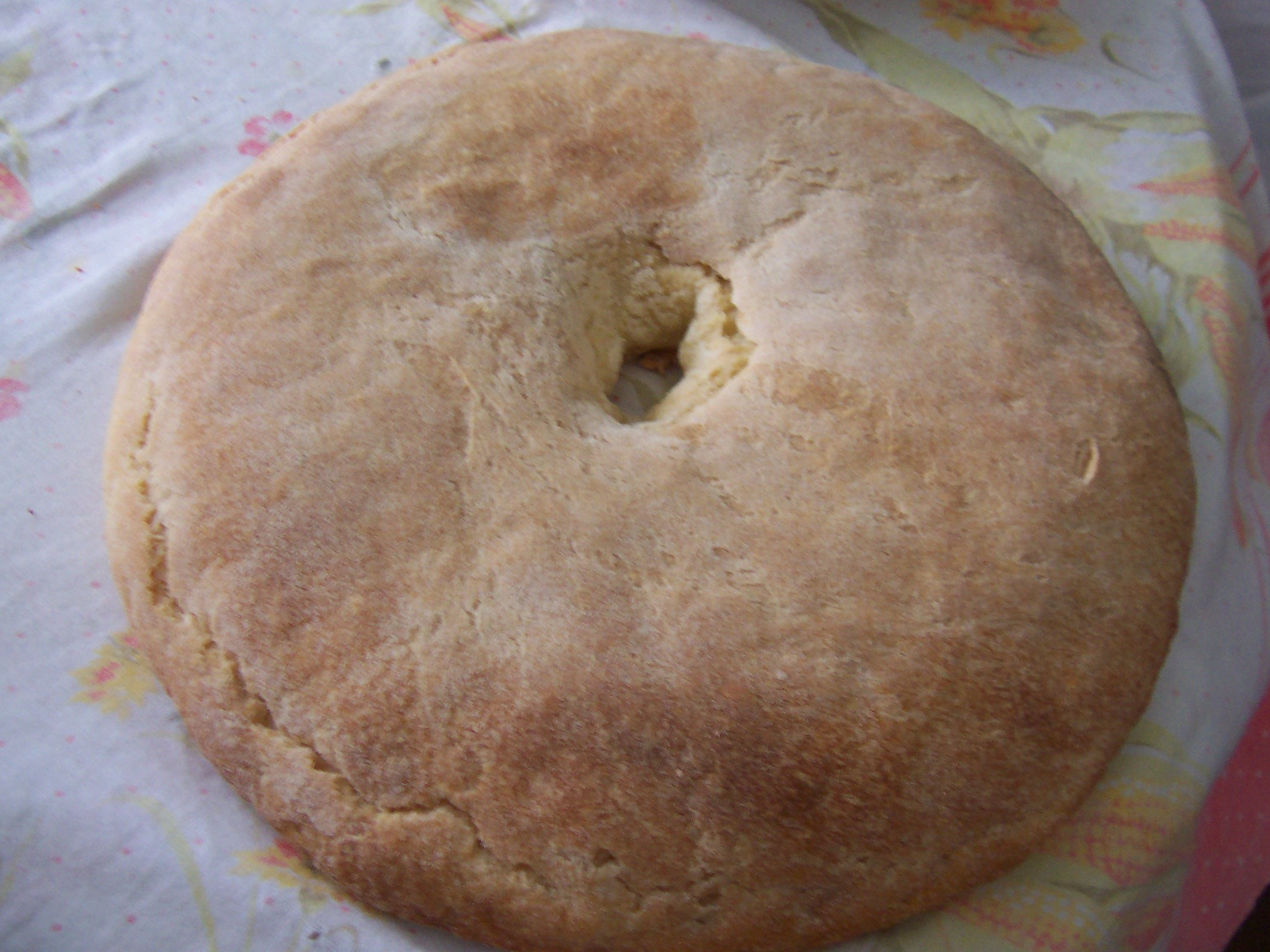
Tipologia di pitta
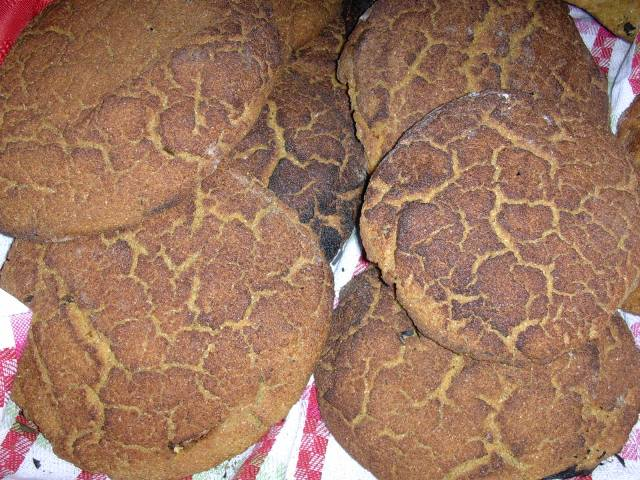
Pane pizzata - pane di mais tipico di Mammola
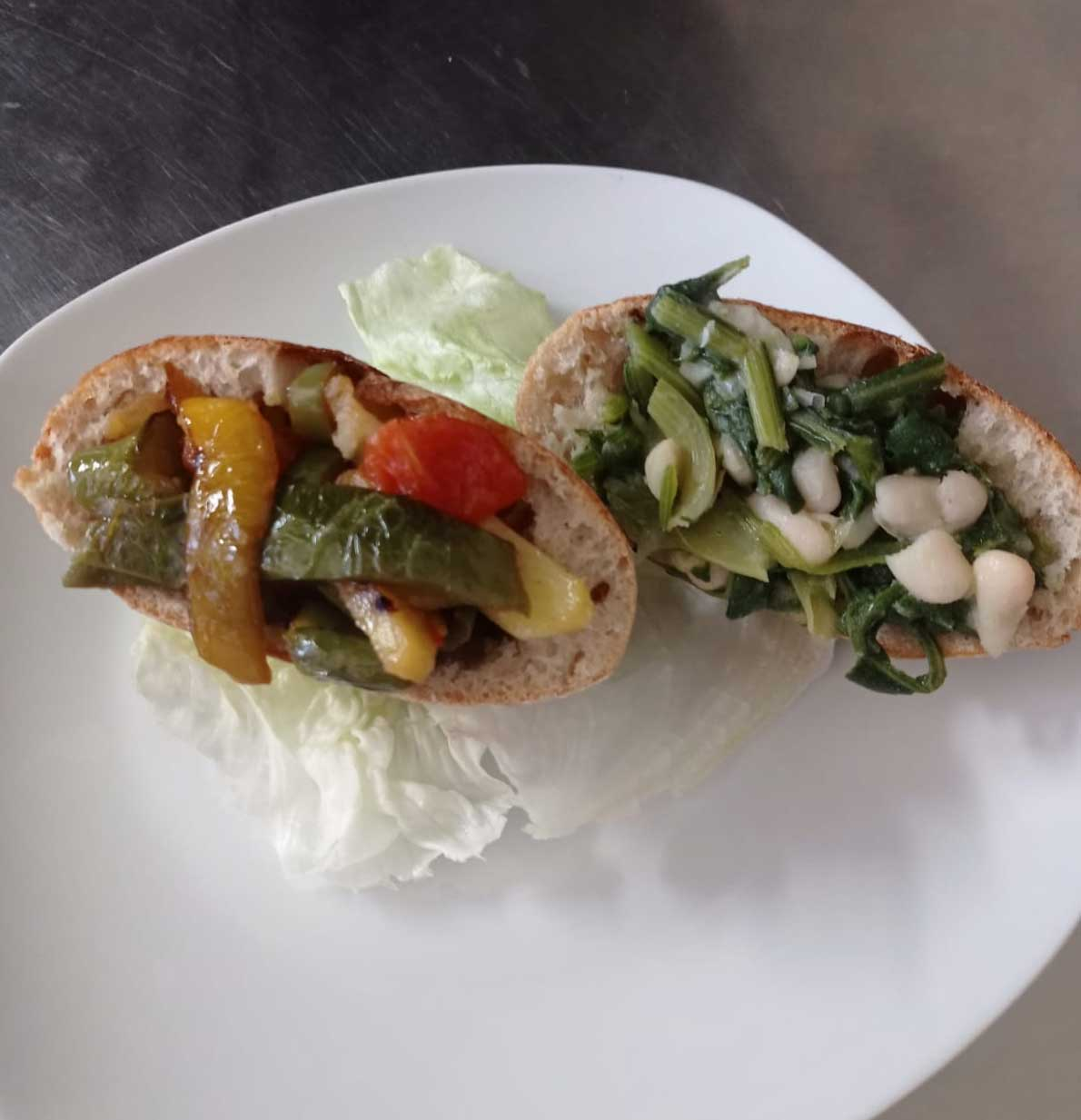
Buggia conzata: sacca di pane ripiena di sugo tipica della zona del basso Ionio catanzarese

## Frutta tipica
- Bergamotti (biergamotti/bagamorti)
- Cedro (cedru)
- Fichi (in particolare i fichi secchi) e fichi d'India (fhica/fhica sicchi/fhica 'ndiani/ficarazzi)
- Noni anona
- Zinzuli (giuggiole)
- Merendelle (una varietà di pesche del catanzarese)

## Vini

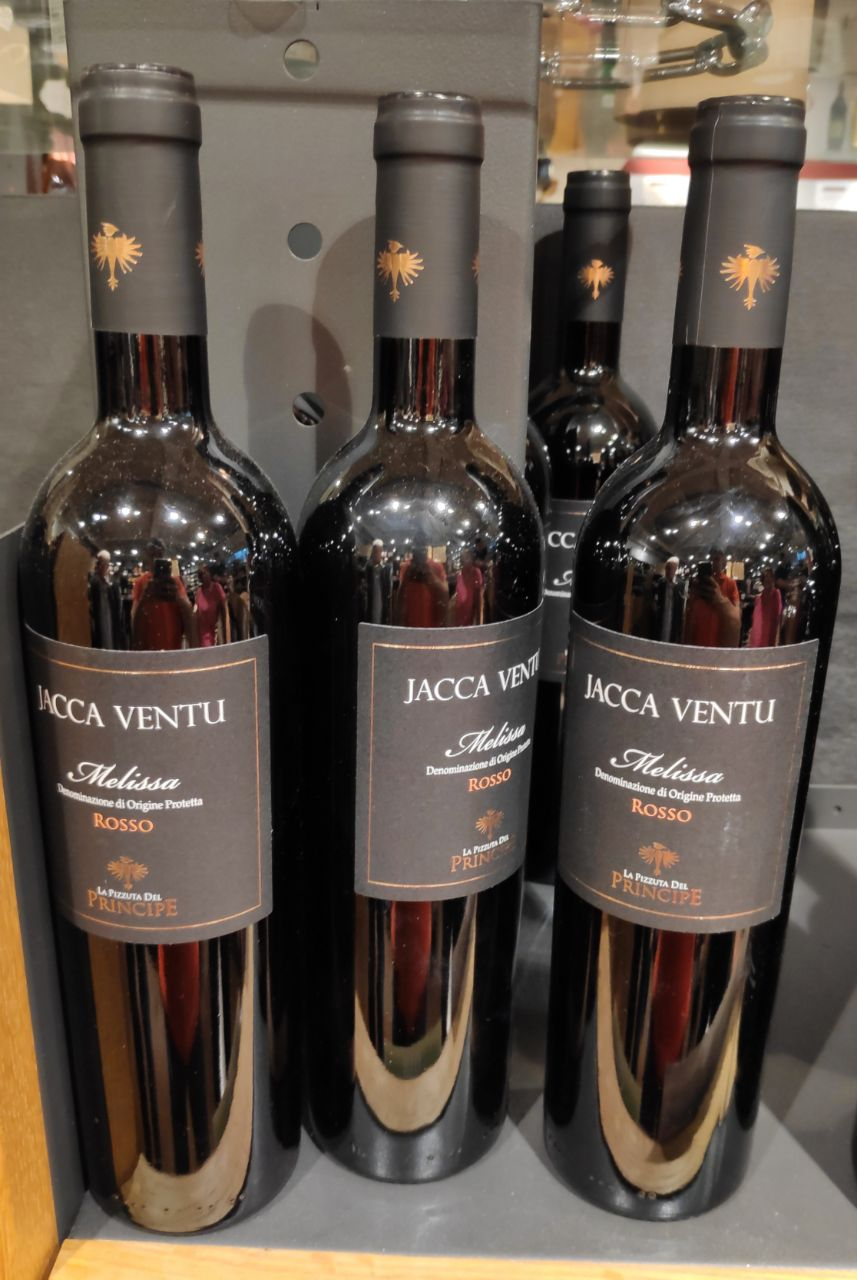
Vino DOC Melissa Rosso 2017 (2019)

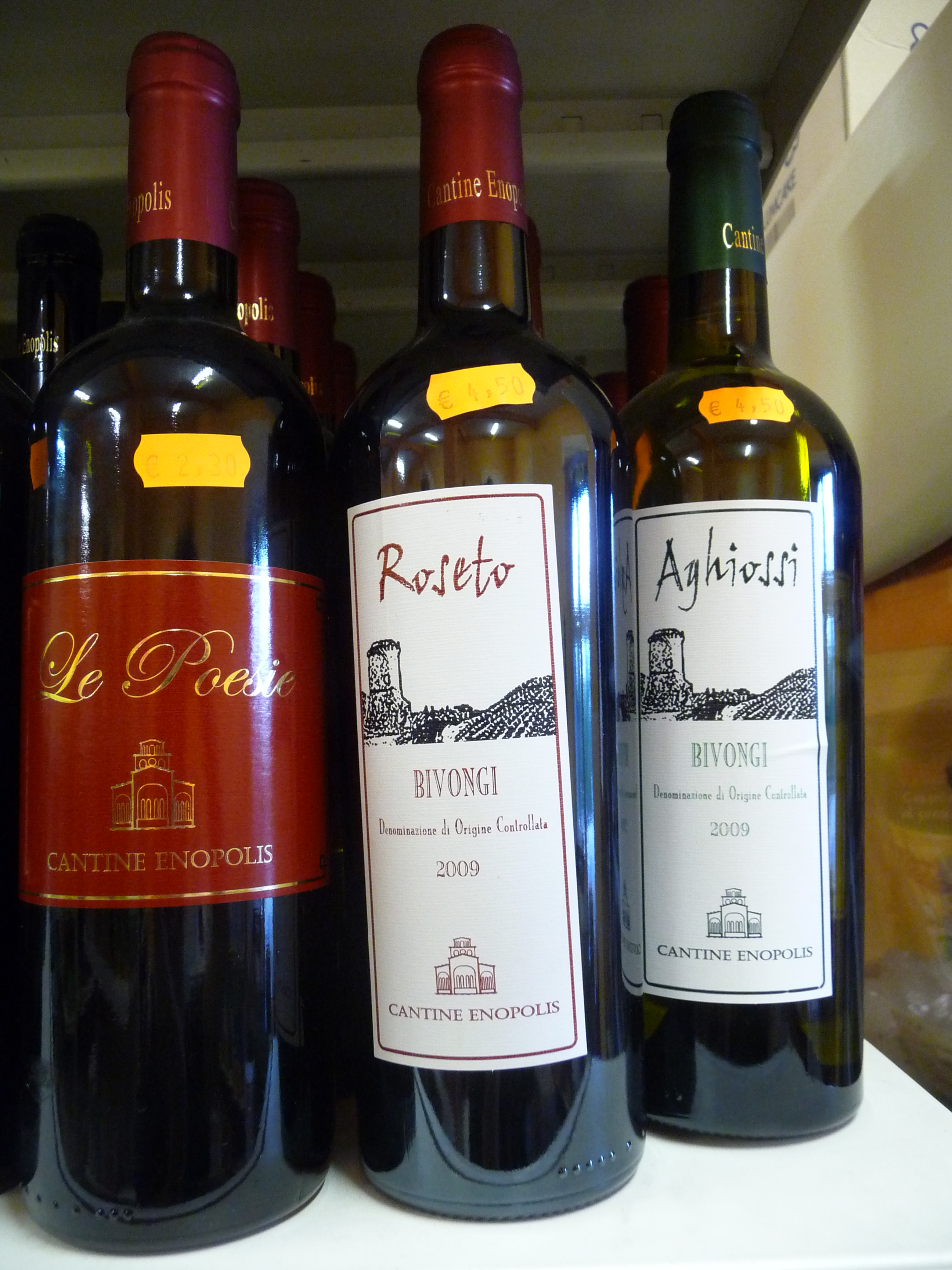
Bivongi rosso del 2009

La Calabria, un tempo chiamata Enotria (terra del vino), è particolarmente ricca di vini; diversi vitigni furono introdotti dai primi coloni greci.

### DOC
- Bivongi rosso nelle province di Reggio Calabria e Catanzaro
- Cirò nella provincia di Crotone
- Donnici nella provincia di Cosenza
- Greco di Bianco nella provincia di Reggio Calabria
- Lamezia Terme nella provincia di Catanzaro
- Melissa nella provincia di Crotone
- Pollino nella provincia di Cosenza
- Sant'Anna di Isola Capo Rizzuto rosso o rosato nelle province di Crotone e Catanzaro
- San Vito di Luzzi nella provincia di Cosenza
- Savuto nelle province di Cosenza e Catanzaro
- Scavigna nella provincia di Catanzaro
- Verbicaro nella provincia di Cosenza

### IGT
- Arghillà nella provincia di Reggio Calabria.
- Calabria nell'intero territorio della regione Calabria.
- Condoleo nella provincia di Cosenza.
- Costa Viola nella provincia di Reggio Calabria.
- Esaro nella provincia di Cosenza.
- Lipuda nella provincia di Crotone.
- Locride nella provincia di Reggio Calabria.
- Palizzi nella provincia di Reggio Calabria.
- Pellaro nella provincia di Reggio Calabria.
- Scilla nella provincia di Reggio Calabria.
- Val di Neto nella provincia di Crotone.
- Valdamato nella provincia di Catanzaro.
- Valle del Crati nella provincia di Cosenza.
- Valle del Savuto nella provincia di Cosenza.

### Prodotti Agroalimentari Tradizionali
Il Ministero delle Politiche Agricole e Alimentari, in collaborazione con la Regione Calabria, ha riconosciuto 272 prodotti calabresi come "tradizionali"

## Acqua

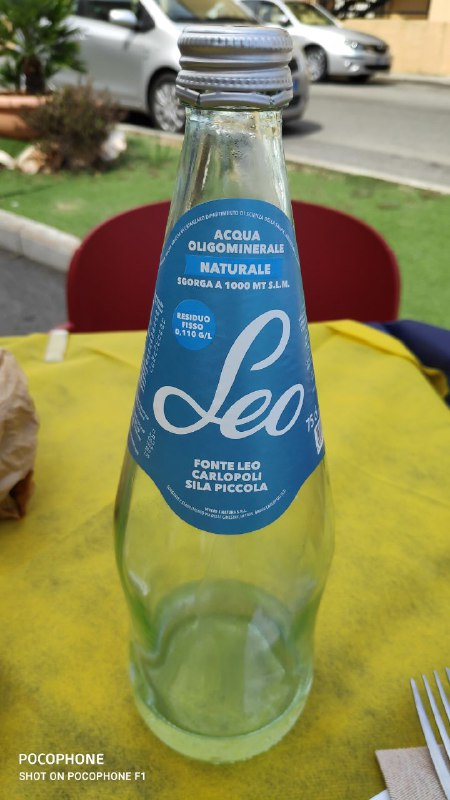
Acqua Leo di Carlopoli Sila Piccola (agosto 2020)

- Acqua Calabria
- Acqua Fabrizia
- Acqua Fontenoce
- Leo
- Mangiatorella

## Bevande
- Moka Drink, gassosa al caffè dell'area urbana di Cosenza
- Romanella, gassosa tipica al limone e gassosa al caffè (Reggio Calabria)
- Brasilena
- Bergamella oppure Bergotto, gassosa al Bergamotto di Reggio Calabria DOP
- Cedrata, bibita ricavata dal cedro
- Locretta, un'aranciata gassata prodotta in passato nella regione

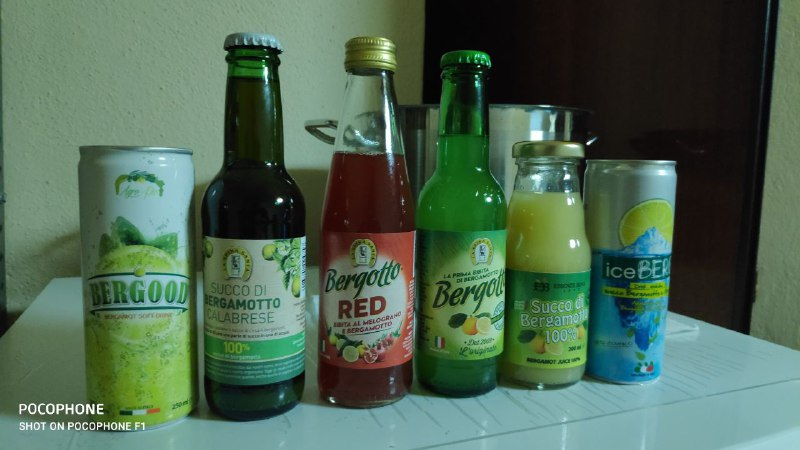
Bevande al bergamotto (agosto 2020)
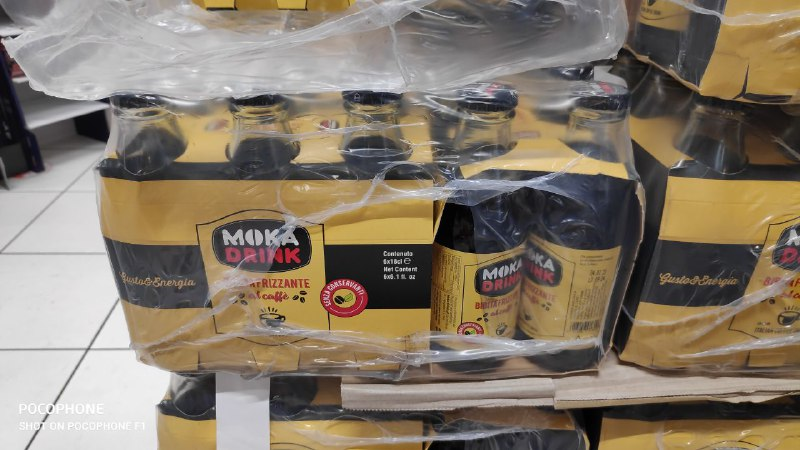
Moka drink (2020)
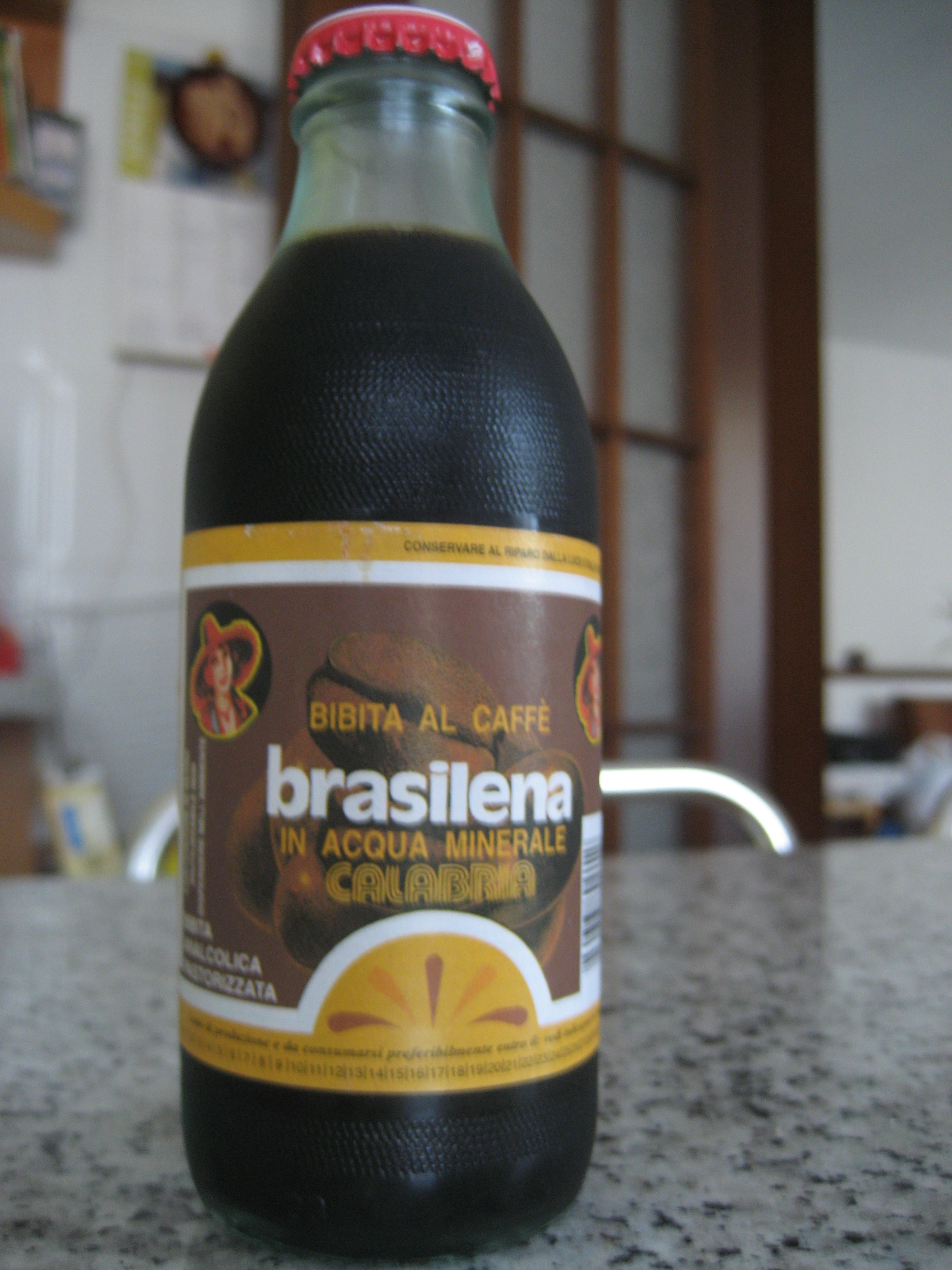
Brasilena

## Liquori
- Amaro Calabresella
- Amaro silano
- Amaro dell'Abate
- Amarotto

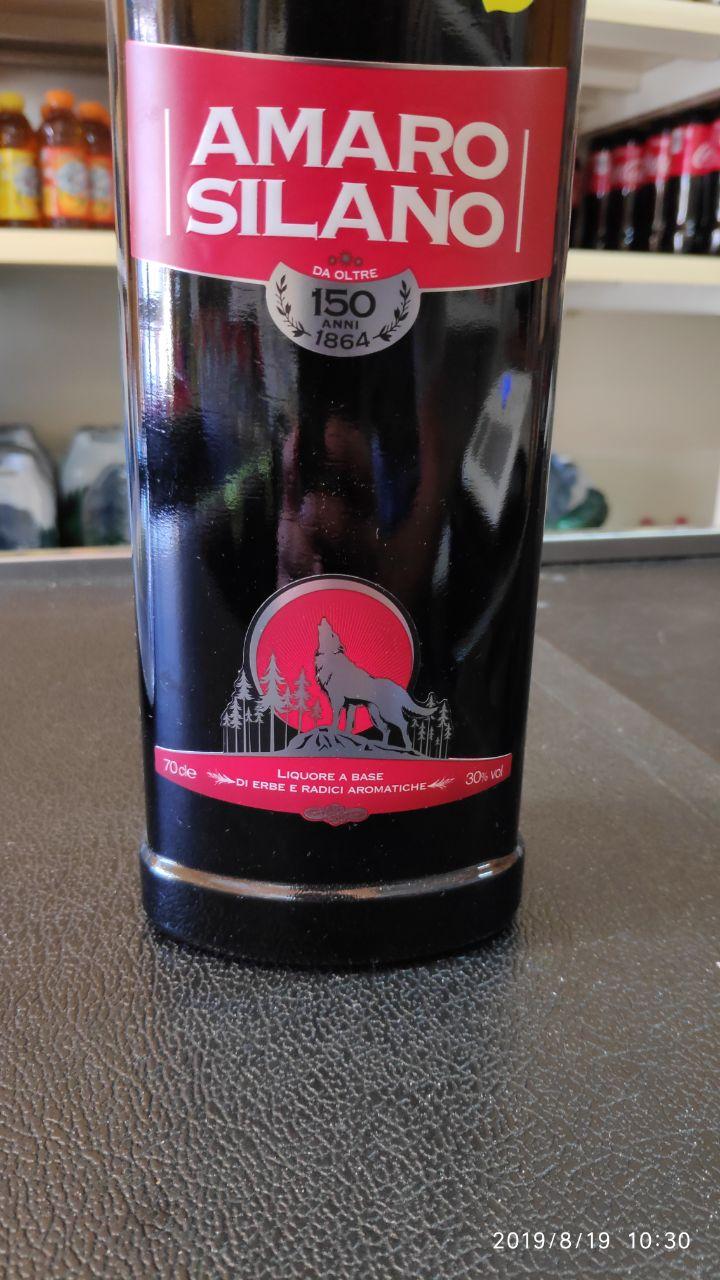
Amaro Silano (2019)

- Vecchio Amaro del Capo con medaglia d'oro nella sua categoria al Concours Mondial de Bruxelles-Spirits Selection del 2014 a Florianópolis
- Jefferson del Vecchio Magazzino Doganale, miglior liquore al mondo nel 2018 alla World’s Drink Awards
- Kaciuto
- Kephas
- Bergamino o Bergamello (liquore di bergamotto)
- Liquorice
- Liquorice di Rossano (liquore alla liquirizia)
- Liquore di Cedro
- Pollino
- Rupes, vincitore del miglior liquore al mondo nel 2020 alla World’s Liqueur Awards
- Zagara
- Liquore al mandarino
- Nocino
- Piparello (liquore a base di peperoncino con aroma di arancio, tipico del Reggino)[16]
- Paesanella (forte grappa)

## Prodotti DOP e IGP
- Bergamotto di Reggio Calabria DOP
- Capocollo di Calabria DOP
- Cipolla Rossa di Tropea IGP
- Clementine di Calabria IGP
- Pancetta di Calabria DOP
- Salsiccia di Calabria DOP
- Soppressata di Calabria DOP
- Limone di Rocca Imperiale IGP
- Torrone di Bagnara IGP
- Caciocavallo silano DOP
- Pecorino Crotonese DOP
- Liquirizia di Calabria DOP
- Fichi di Cosenza DOP
- Tartufo di Pizzo IGP
- Patata della Sila IGP
- Olio Extravergine di Oliva Alto Crotonese DOP
- Olio Extravergine di Oliva Lametia DOP
- Olivo Extravergine di Oliva Bruzio DOP